# Обстріли Києва
Обстріли Києва — серія артилерійських, ракетних та дронових ударів, завданих збройними силами Росії і переважно спрямованих на цивільні об'єкти столиці України, яка протягом російського вторгнення в Україну стала однією з ключових мішеней для агресора. Атаки спричинили масштабні руйнування інфраструктури, численні жертви серед цивільного населення та масові евакуації. Згідно з нормами міжнародного права, кваліфікуються як частина воєнних злочинів, скоєних Росією в Україні. Мають ознаки терористичних актів, замаскованих під нібито випадкові удари по промислових підприємствах міста, проте фактично спрямованих на залякування населення, дестабілізацію життєдіяльності міста та створення гуманітарної кризи.
Через російську агресію проти України з 24 лютого 2022 року до 13 червня 2025 року в місті загинуло 228 осіб, з них — 13 дітей, поранено 743 особи, включаючи 115 дітей. Найбільш смертоносними днями стали 29 грудня 2023 року та 8 липня 2024 року — по 33 загиблих, 31 липня 2025 — 32, 17 червня 2025 — 28, 24 квітня 2025 — 13, 20 березня 2022 — 12 та 27 червня 2025 — 9, разом ці дні охоплюють половину всіх загиблих. Переважна кількість загиблих спричинена ракетними ударами, а кожен десятий випадок — атаками ударних БпЛА.
Найбільшу кількість жертв зафіксовано у Шевченківському районі, а найбільші масштаби пошкоджень — у Солом'янському. Найбільш інтенсивним, руйнівним та кривавим місяцем війни став березень 2022 року, коли місто перетворилося на прифронтове, а деякі його райони перебували в зоні досяжності російської артилерії. А число жертв серед цивільного населення у 2025 році зросло до найвищого рівня.
У 2022 році у Києві повітряна тривога оголошувалася 643 рази загальною тривалістю 27 діб, 9 годин і 48 хвилин, у 2023 році зафіксували 302 тривоги сумарною тривалістю 16 діб, 17 годин і 18 хвилин, у 2024 році — 502 тривоги загальною тривалістю 22 доби, 14 годин і 10 хвилин.. Найдовша повітряна тривога безперервно тривала 9 годин 57 хвилин — з 21:38 7 листопада до 7:35 8 листопада 2024 року. Найтриваліший період без повітряних тривог 15 діб, 12 годин і 33 хвилини — з 04:45 2 жовтня до 16:12 17 жовтня 2023 року.
Система протиповітряної оборони Києва організована за багаторівневою схемою захисту. ЗРК великого радіусу дії (Patriot, SAMP/T) виконують ключову функцію перехоплення (аеро)балістичних ракет на значних відстанях і висотах. Системи середнього радіусу (NASAMS, IRIS-T, Бук-М1) забезпечують знищення крилатих ракет, літаків, гелікоптерів та частини БпЛА. Зенітні установки малого радіусу (Gepard, Avenger) «добивають» цілі, що прорвалися через основні рубежі оборони, переважно ударні дрони та крилаті ракети, на низьких висотах. Додатково, мобільні вогневі групи, оснащені екіпажами на пікапах із кулеметами, автогарматами та ПЗРК, які застосовуються для боротьби з повільними цілями.
У 2025 році фонд захисних споруд цивільного захисту міста Києва нараховував близько 4300 укриттів, розподілених за районами: у Голосіївському — 493 об'єкти; Дарницькому — 580, Деснянському — 290, Дніпровському — 530, Оболонському — 468, Печерському — 341, Подільському — 272, Святошинському — 517, Солом'янському — 458 та Шевченківському — 350. З цієї кількості 512 ЗСЦЗ є спеціалізованими (сховищами та протирадіаційними укриттями), які розташовані на об'єктах критичної інфраструктури й призначені для захисту працівників. Інші 3788 укриттів доступні для населення, при цьому приблизно чверть із них — це споруди подвійного призначення (метрополітен, тунелі, паркінги, підземні переходи, підземні торгові центри тощо), решта — найпростіші укриття (підвальні та інші приміщення у підземних, підвальних та цокольних поверхах, фортифікаційні споруди (щілини).

## Хроніка подій

### 2022 рік

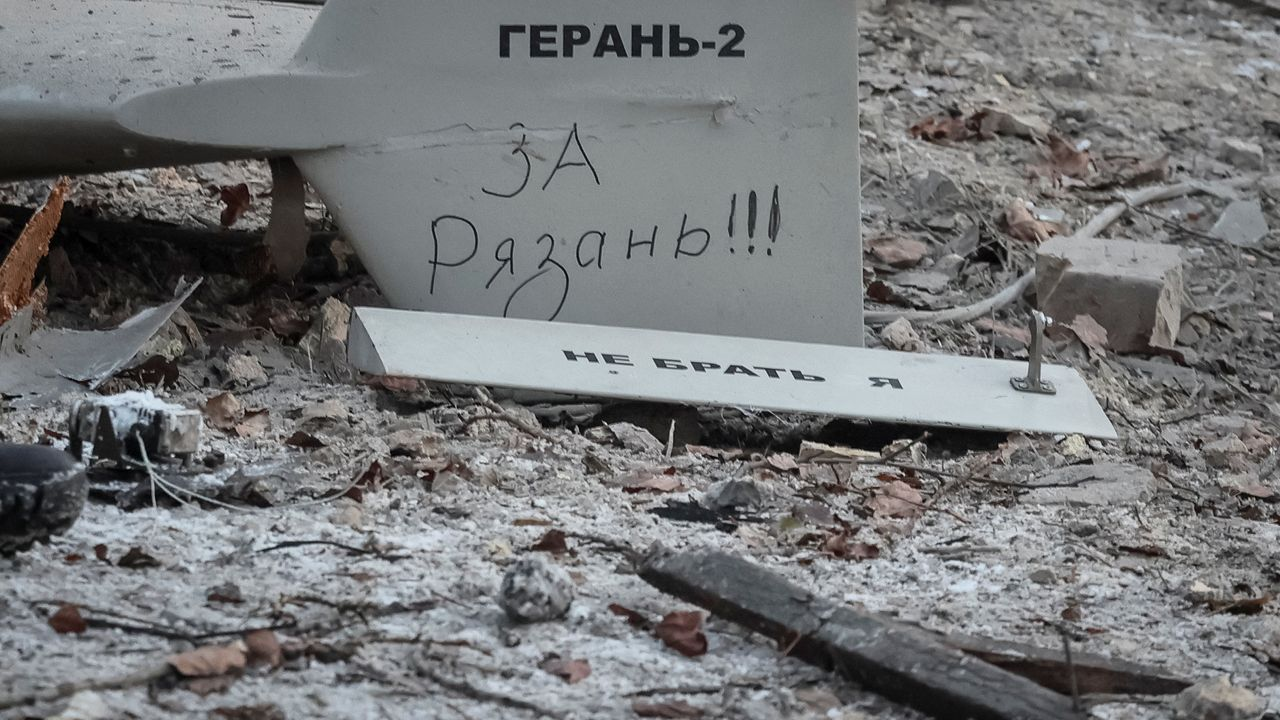
Уламки російського БПЛА, що атакував цивільні об'єкти Києва, з написами «ГЕРАНЬ-2», «ЗА Рязань!!!», «НЕ БРАТЬ Я»

У період з 24 лютого по 2 квітня 2022 року російські окупаційні війська намагалися взяти місто під свій контроль, проте їхні спроби були відбиті силами оборони України. У передмістях та на околицях столиці точилися інтенсивні сухопутні бої, а саме місто неодноразово піддавалося систематичним обстрілам, здебільшого із застосуванням різних видів артилерії (мінометної, ствольної, реактивної). Після витіснення окупантів з Київщини атаки продовжилися дистанційно, з використанням ракет, що запускалися переважно з території Республіки Білорусь (до вересня 2022 року), Російської Федерації та з акваторій Чорного і Каспійського морів. А починаючи з 17 жовтня 2022 року Київ також періодично зазнає ударів російських безпілотників іранського виробництва, основною ціллю яких стала критична інфраструктура, зокрема енергооб'єкти. Через нестабільність електропостачання 23 жовтня НЕК «Укренерго» запровадила у Києві графіки погодинних стабілізаційних відключень електроенергії тривалістю від 6 до 8 годин на добу, які фактично діяли до 12 лютого 2023 року.
Станом на кінець 2022 року, за даними Київської міської військової адміністрації, місто зазнало 52 російських повітряних атак. Загальна тривалість повітряної тривоги склала 29 днів.
За даними на 13 грудня 2022 року, в Києві пошкоджено понад 678 об'єктів, у тому числі понад 350 житлових будинків, 80 об'єктів житлово-комунального господарства, 77 закладів освіти, 26 — охорони здоров'я та 25 об'єктів транспортної інфраструктури. В лютому 2023 року Віталій Кличко заявив про руйнування або пошкодження близько 800 будинків, із яких 417 — житлові; пошкодження 17 будинків були дуже великі.

#### Червень 2022 року
Вранці близько 6:20 у неділю 26 червня 2022 року стратегічні бомбардувальники Ту-95 і Ту-160 завдали удару по Київщині ракетами Х101. Вони злетіли в районі Каспійського моря та Астрахані. Було випущено таких ракет від 4 до 14. Українська ППО спрацювала, частину ракет (одну чи дві) було збито. Утім, у Києві пролунали кілька вибухів, одна з ракет влучила у 9-поверховий житловий будинок на Лук'янівці у Шевченківському районі. Унаслідок цього були частково зруйновані 7-й, 8-й та 9-й поверхи та слалася пожежа. Під завалами опинилися люди, яких визволили в ході пошуково-рятувальних робіт. Одна людина загинула, шестеро дістали поранення. Зокрема рятувальники витягли дитину з-під завалів.

#### Жовтень 2022 року
Починаючи з 8 години ранку за київським часом 10 жовтня 2022 року після оголошення масштабної повітряної тривоги на території чотирьох районів Києва пролунало кілька вибухів. Унаслідок шести влучань у Києві різних місцях було травмовано щонайменше 47 людей та загинуло 5 (також була інформація про 8 загиблих).

## Обстріли 2022-2025
|    | Дата та час                                | Місце атаки                                                                       | Координати                                                                  | Зброя                                                                                               | Загиблі | Поранені              | Матеріальні збитки | Фото наслідків |
| -- | ------------------------------------------ | --------------------------------------------------------------------------------- | --------------------------------------------------------------------------- | --------------------------------------------------------------------------------------------------- | --- | --------------------- | --- | --- |
| 1  | 24 лютого 2022 ~05:30 (UTC+2)              | Голосіївський р-н, вул. Васильківська, 3                                          | 50°23′47.3″ пн. ш. 30°30′20.7″ сх. д. / 50.396472° пн. ш. 30.505750° сх. д. | Фрагментами авіаційної протирадіолокаційної ракети Х-31П                                            | — | —                     | Білборд (докладніше) | |
| 2  | 24 лютого 2022 ~06:00 (UTC+2)              | Деснянський р-н, просп. Броварський, 23-А                                         | 50°29′31.0″ пн. ш. 30°44′07.8″ сх. д. / 50.491944° пн. ш. 30.735500° сх. д. | | |                       | Адміністративні будівлі військової частини (докладніше) | |
| 3  | 24 лютого 2022 ~12:00                      | Подільський р-н, вул. Електриків, 33/4                                            | 50°28′14.6″ пн. ш. 30°31′42.4″ сх. д. / 50.470722° пн. ш. 30.528444° сх. д. | | |                       | ГУР МО (докладніше) | |
| 4  | 25 лютого 2022 ~05:00 (UTC+2)              | Дарницький р-н, вул. О. Кошиця, 7                                                 | 50°24′19.3″ пн. ш. 30°38′41.9″ сх. д. / 50.405361° пн. ш. 30.644972° сх. д. | Уламки крилатої ракети                                                                              | — | 4                     | 2 суміжні житлові будинки 111-96 та 16-ти поверхівка | |
| 5  | 25 лютого 2022 ~05:00 (UTC+2)              | Дарницький р-н, Садове товариство «Нижні сади» (Садова 60-та, 116) на Осокорках   | 50°22′43.0″ пн. ш. 30°37′11.6″ сх. д. / 50.378611° пн. ш. 30.619889° сх. д. | Фрагменти літака                                                                                    | |                       | Двоповерховий садовий будинок | |
| 6  | 26 лютого 2022 ~08:00 (UTC+2)              | Солом'янський р-н, просп. В. Лобановського, 6-А                                   | 50°25′21.4″ пн. ш. 30°27′55.1″ сх. д. / 50.422611° пн. ш. 30.465306° сх. д. | Ракета системи «повітря-земля»                                                                      | 2 особи - Дацишин Артем (43 роки) | 6                     | ЖК «Червонозоряний» | |
| 7  | 26 лютого 2022 ~08:00 (UTC+2)              | Солом'янський р-н, вул. Волинська, 69                                             | 50°24′57.6″ пн. ш. 30°26′22.9″ сх. д. / 50.416000° пн. ш. 30.439694° сх. д. | | 2 особи | —                     | Складські будівлі | |
| 8  | 27 лютого 2022 ~01:00 (UTC+2)              | Голосіївський р-н, вул. Комунальна, 1                                             | 50°19′57.0″ пн. ш. 30°30′35.6″ сх. д. / 50.332500° пн. ш. 30.509889° сх. д. | | — | —                     | Пункт поховання радіоактивних відходів | |
| 9  | 27 лютого 2022 ~09:00 (UTC+2)              | Деснянський р-н, вул. М. Лаврухіна, 7-А                                           | 50°30′55.8″ пн. ш. 30°35′54.2″ сх. д. / 50.515500° пн. ш. 30.598389° сх. д. | Артилерійський снаряд                                                                               | — |                       | 7 автомобілів та житловий будинок КТ-16 | |
| 10 | 1 березня 2022 ~17:00 (UTC+2)              | Шевченківський р-н, вул. Дорогожицька, 10                                         | 50°28′16.3″ пн. ш. 30°27′12.6″ сх. д. / 50.471194° пн. ш. 30.453500° сх. д. | 3 крилаті ракети Х-101                                                                              | 5 осіб (з них 1 дитина) - Климова Анастасія - Новодон Олег (47 років) - Піхур Катерина (11 років) - Піхур Олена (51 рік) - Сакун Євген Анатолійович (49 років)              | 5                     | Київська телевежа, спорткомплекс «Авангард» та автівки | |
| 11 | 2 березня 2022 ~21:00 (UTC+2)              | Солом'янський р-н, вул. Січеславська, 4-А                                         | 50°26′23.3″ пн. ш. 30°29′10.0″ сх. д. / 50.439806° пн. ш. 30.486111° сх. д. | Авіаційна ракета                                                                                    | — | 1                     | Тепломережа біля Південного вокзалу | |
| 12 | 12 березня 2022 ~06:00 (UTC+2)             | Подільський р-н, вул. Хорива, 25/12                                               | 50°28′00.8″ пн. ш. 30°30′58.0″ сх. д. / 50.466889° пн. ш. 30.516111° сх. д. | Дрон-камікадзе «Куб-БЛА»                                                                            | — | —                     | Торгово-офісна будівля | |
| 13 | 12 березня 2022 ~07:00 (UTC+2)             | Подільський р-н, вул. Синьоозерна, 1                                              | 50°30′00.4″ пн. ш. 30°21′56.2″ сх. д. / 50.500111° пн. ш. 30.365611° сх. д. | Артилерійський снаряд                                                                               | — | —                     | 2 бокси в гаражному комплексі | |
| 14 | 13 березня 2022 ~14:00 (UTC+2)             | Оболонський р-н, вул. Міська, 2                                                   | 50°31′28.6″ пн. ш. 30°22′02.3″ сх. д. / 50.524611° пн. ш. 30.367306° сх. д. | 2 артилерійські снаряди                                                                             | |                       | Пуща-Водицький психоневрологічний інтернат | |
| 15 | 14 березня 2022 ~05:00 (UTC+2)             | Оболонський р-н, вул. Богатирська, 20                                             | 50°31′21.4″ пн. ш. 30°29′11.0″ сх. д. / 50.522611° пн. ш. 30.486389° сх. д. | | 2 особи | 12                    | Житловий будинок 1-464А-51 | |
| 16 | 14 березня 2022 ~05:00 (UTC+2)             | Святошинський р-н, вул. Академіка Туполєва, 1                                     | 50°27′45.0″ пн. ш. 30°23′24.4″ сх. д. / 50.462500° пн. ш. 30.390111° сх. д. | 3 ракети                                                                                            | |                       | Серійний завод «Антонов» | |
| 17 | 14 березня 2022 ~11:00 (UTC+2)             | Подільський р-н, вул. Кирилівська, 115/1                                          | 50°29′19.3″ пн. ш. 30°28′03.4″ сх. д. / 50.488694° пн. ш. 30.467611° сх. д. | Уламки авіаційної ракети                                                                            | 1 особа | 6                     | Тролейбус та житловий будинок 1-438-6 | |
| 18 | 14 березня 2022 ~18:00 (UTC+2)             | Святошинський р-н, вул. Берковецька, 6-Д                                          | 50°29′43.8″ пн. ш. 30°21′28.4″ сх. д. / 50.495500° пн. ш. 30.357889° сх. д. | Артилерійський снаряд                                                                               | — | —                     | ТРЦ «Lavina» | |
| 19 | 15 березня 2022 ~04:00 (UTC+2)             | Святошинський р-н, вул. М. Котельникова, 80                                       | 50°27′03.2″ пн. ш. 30°21′20.9″ сх. д. / 50.450889° пн. ш. 30.355806° сх. д. | | |                       | Житловий будинок 1-318-35/66 | |
| 20 | 15 березня 2022 ~04:00 (UTC+2)             | Святошинський р-н, вул. Чорнобильська, 9-А                                        | 50°27′28.1″ пн. ш. 30°20′37.0″ сх. д. / 50.457806° пн. ш. 30.343611° сх. д. | | 5 осіб - Купенко Юлія | 5                     | Житловий будинок БПС-6 | |
| 21 | 15 березня 2022 ~05:00 (UTC+2)             | Подільський р-н, вул. Мостицька, 26                                               | 50°30′06.8″ пн. ш. 30°26′48.5″ сх. д. / 50.501889° пн. ш. 30.446806° сх. д. | Артилерійський снаряд                                                                               | — | 1                     | Житловий будинок 111-96 | |
| 22 | 15 березня 2022 ~05:00 (UTC+2)             | Шевченківський р-н, вул. Ю. Іллєнка, 2/10                                         | 50°27′41.0″ пн. ш. 30°29′02.0″ сх. д. / 50.461389° пн. ш. 30.483889° сх. д. | Ракета                                                                                              | — | —                     | БЦ «Лук'янівський», станція метрополітену «Лукянівська», ринок «Лукянівський» та ДАХК «Артем»&КБ «ЛУЧ» | |
| 23 | 15 березня 2022 ~05:00 (UTC+2)             | Дарницький р-н, Садове товариство на Осокорках                                    |                                                                             | Крилата ракета Х-101/Х-555                                                                          | — | —                     | Двоповерховий садовий будинок | |
| 24 | 16 березня 2022 ~06:00 (UTC+2)             | Шевченківський р-н, вул. Б. Гаврилишина, 4                                        | 50°27′08.3″ пн. ш. 30°28′05.2″ сх. д. / 50.452306° пн. ш. 30.468111° сх. д. | Артилерійський снаряд                                                                               | — | 2                     | Житловий будинок II-68 | |
|    | Усього (на 16.03.2022)                     |                                                                                   |                                                                             | | 60 (у т.ч. 4 дитини) | 889 (у т.ч. 18 дітей) | | |
| 25 | 16 березня 2022 ~17:00 (UTC+2)             | Святошинський р-н, Садове товариство «Дружба» (Лінія 5-та, 86) на Берковцях       | 50°30′01.8″ пн. ш. 30°23′12.5″ сх. д. / 50.500500° пн. ш. 30.386806° сх. д. | Артилерійський снаряд                                                                               | — | —                     | Двоповерхові садові будинки | |
| 26 | 17 березня 2022 ~05:00 (UTC+2)             | Дарницький р-н, вул. С. Крушельницької, 3-А                                       | 50°23′37.0″ пн. ш. 30°38′24.0″ сх. д. / 50.393611° пн. ш. 30.640000° сх. д. | Залишки збитої ракети                                                                               | 1 особа - Швець Оксана Олександрівна | 3                     | Житловий будинок Т-4 | |
| 27 | 17 березня 2022 ~17:00 (UTC+2)             | Святошинський р-н, вул. Берковецька, 1                                            | 50°29′46.0″ пн. ш. 30°22′01.6″ сх. д. / 50.496111° пн. ш. 30.367111° сх. д. | Артилерійський снаряд                                                                               | 2 особи | —                     | Київський велосипедний завод «Ardis» | |
| 28 | 18 березня 2022 ~08:00 (UTC+2)             | Подільський р-н, просп. Свободи, 10                                               | 50°30′34.9″ пн. ш. 30°25′54.1″ сх. д. / 50.509694° пн. ш. 30.431694° сх. д. | Залишки збитої ракети                                                                               | 1 особа | 19                    | 6 житлових будинків 1-438 та 1-480, дитсадок № 435 та гімназія № 34 «Либідь» імені Віктора Максименка | |
| 29 | 18 березня 2022 ~17:00 (UTC+2)             | Святошинський р-н, Садове товариство «Зоря» (Садова 20-та, 93) на Берковцях       | 50°29′18.2″ пн. ш. 30°22′09.5″ сх. д. / 50.488389° пн. ш. 30.369306° сх. д. | Артилерійський снаряд                                                                               | — | —                     | Садові будинки | |
| 30 | 20 березня 2022 ~14:00 (UTC+2)             | Святошинський р-н, вул. Ірпінська, 74                                             | 50°27′41.0″ пн. ш. 30°20′54.6″ сх. д. / 50.461389° пн. ш. 30.348500° сх. д. | Артилерійський снаряд                                                                               | — | 5                     | Житловий будинок 111-96 | |
| 31 | 20 березня 2022 ~22:46 (UTC+2)             | Подільський р-н, просп. Правди, 47                                                | 50°30′09.0″ пн. ш. 30°25′01.7″ сх. д. / 50.502500° пн. ш. 30.417139° сх. д. | Аеробалістична ракета типу 9-С-7760 гіперзвукового авіаційного ракетного комплексу Х-47М2 «Кинджал» | 12 осіб, ДФТГ м. Києва «Мрія» - Бурбітько Роман Станіславович - Козубенко Антон Васильович - Куклєв Єгор Михайлович - Малюк Богдан Русланович - Рачінський Денис Русланович | 1                     | Спорткомплекс «Sport Life» при ТРБЦ «Retroville» (докладніше) | |
| 32 | 22 березня 2022 ~13:00 (UTC+2)             | Оболонський р-н, вул. Добринінська, 5-А                                           | 50°30′01.4″ пн. ш. 30°27′59.8″ сх. д. / 50.500389° пн. ш. 30.466611° сх. д. | | 1 особа | 3                     | 2 промислові будівлі, вантажівка | |
| 33 | 23 березня 2022 ~07:00 (UTC+2)             | Шевченківський р-н, вул. Салютна, 2                                               | 50°28′13.8″ пн. ш. 30°24′05.4″ сх. д. / 50.470500° пн. ш. 30.401500° сх. д. | РСЗВ «Град»                                                                                         | — | 4                     | ЖК «Файна Таун», побутівка | |
| 34 | 23 березня 2022 ~07:00 (UTC+2)             | Шевченківський р-н, вул. Черняховського, 61                                       | 50°28′05.5″ пн. ш. 30°24′28.4″ сх. д. / 50.468194° пн. ш. 30.407889° сх. д. | РСЗВ «Град»                                                                                         | — | —                     | Присадибний гараж | |
| 35 | 23 березня 2022                            | Подільський р-н, просп. Правди, 47                                                | 50°30′17.0″ пн. ш. 30°25′03.6″ сх. д. / 50.504722° пн. ш. 30.417667° сх. д. | Мінометна міна                                                                                      | 2 особи - Бауліна Оксана Вікторівна | 2                     | Автівки на прилеглій відкритій автостоянці ТРБЦ «Retroville» (докладніше) | |
| 36 | 24 березня 2022 ~12:00 (UTC+2)             | Оболонський р-н, Садове товариство «Оболонь» (Лінія 7-ма, 40) в районі Селища ДВС | 50°33′07.6″ пн. ш. 30°28′22.4″ сх. д. / 50.552111° пн. ш. 30.472889° сх. д. | Артилерійський снаряд                                                                               | — | —                     | Двоповерховий садовий будинок | |
| 37 | 27 березня 2022 ~23:00 (UTC+3)             | Дарницький р-н                                                                    |                                                                             | Залишки збитої ракети                                                                               | — | —                     | Садибний житловий будинок | |
| 38 | березня 2022                               | Оболонський р-н, вул. Квітки Цісик, 38, корп. 7                                   | 50°32′24.7″ пн. ш. 30°21′20.5″ сх. д. / 50.540194° пн. ш. 30.355694° сх. д. | | |                       | Державна пожежно-рятувальна частина № 10 | |
|    | Усього вході битви за Київ (на 06.04.2022) |                                                                                   |                                                                             | | 89 (у т.ч. 4 дитини) | 398 (у т.ч. 20 дітей) | Пошкоджені 167 житлових будинків різних типів, 44 школи, 26 дитсадків, дитячий будинок, 11 адмінбудівель, 2 спортивні об’єкти, 5 об’єктів соціальної сфери, 17 – охорони здоров’я, 10 – культурної сфери, 48 – транспортної інфраструктури | Пошкоджені 167 житлових будинків різних типів, 44 школи, 26 дитсадків, дитячий будинок, 11 адмінбудівель, 2 спортивні об’єкти, 5 об’єктів соціальної сфери, 17 – охорони здоров’я, 10 – культурної сфери, 48 – транспортної інфраструктури |
| 39 | 28 квітня 2022 ~20:30 (UTC+3)              | Шевченківський р-н, вул. Глибочицька, 13, корп. 7                                 | 50°27′45.4″ пн. ш. 30°29′13.9″ сх. д. / 50.462611° пн. ш. 30.487194° сх. д. | 2 крилаті ракети Х-101                                                                              | 1 особа - Гирич Віра Віталіївна | 10                    | ЖК «Львівський квартал», ДАХК «Артем»&КБ «ЛУЧ» | |
|    | Усього (на 03.06.2022)                     |                                                                                   |                                                                             | | 95 (у т.ч. 4 дитини) |                       | Пошкоджено 412 об'єктів (233 житлових будинки, 36 приватних садиб, 46 шкіл та 29 дитячих садочків) | Пошкоджено 412 об'єктів (233 житлових будинки, 36 приватних садиб, 46 шкіл та 29 дитячих садочків) |
| 40 | 5 червня 2022 ~06:00 (UTC+3)               | Дніпровський р-н, вул. Алматинська, 74                                            | 50°26′51.7″ пн. ш. 30°41′07.2″ сх. д. / 50.447694° пн. ш. 30.685333° сх. д. | 4 крилаті ракети Х-22                                                                               | — | 1                     | Дарницький вагоноремонтний завод | |
| 41 | 5 червня 2022 ~06:00 (UTC+3)               | Дарницький р-н, вул. Бориспільська, 34-А                                          | 50°25′18.0″ пн. ш. 30°41′52.3″ сх. д. / 50.421667° пн. ш. 30.697861° сх. д. | Крилата ракета Х-22                                                                                 | — | —                     | Військовий об'єкт | |
| 42 | 26 червня 2022 ~06:20 (UTC+3)              | Шевченківський р-н, вул. Глибочицька, 13, корп. 3                                 | 50°27′44.5″ пн. ш. 30°29′14.4″ сх. д. / 50.462361° пн. ш. 30.487333° сх. д. | Крилата ракета Х-101                                                                                | 1 особа - Нікітін Олексій Сергійович | 6                     | ЖК «Львівський квартал» | |
| 43 | 26 червня 2022 ~06:20 (UTC+3)              | Шевченківський р-н, вул. Половецька, 49                                           | 50°27′52.3″ пн. ш. 30°29′03.8″ сх. д. / 50.464528° пн. ш. 30.484389° сх. д. | Крилата ракета Х-101                                                                                | — | —                     | Дитячий садок «Happy Time» | |
| 44 | 10 жовтня 2022 ~08:15 (UTC+3)              | Святошинський р-н, вул. Відпочинку, 9-А                                           | 50°26′55.0″ пн. ш. 30°22′15.7″ сх. д. / 50.448611° пн. ш. 30.371028° сх. д. | Ракета                                                                                              | — | 3                     | Святошинський дитячий будинок-інтернат та Святошинський психоневрологічний інтернат для жінок (докладніше) | |
| 45 | 10 жовтня 2022 ~08:18 (UTC+3)              | Подільський р-н, Володимирський узвіз, 4                                          | 50°27′17.9″ пн. ш. 30°31′41.8″ сх. д. / 50.454972° пн. ш. 30.528278° сх. д. | Ракета                                                                                              | — | —                     | Поряд із пішохідно-велосипедним мостом через Володимирський узвіз (докладніше) | |
| 46 | 10 жовтня 2022 ~08:18 (UTC+3)              | Шевченківський р-н, перетин б-ру Тараса Шевченка та вул. Володимирської           | 50°26′37.2″ пн. ш. 30°30′45.0″ сх. д. / 50.443667° пн. ш. 30.512500° сх. д. | Ракета                                                                                              | 7 осіб - Авраменко Любов - Богомолов Сергій (51 рік) - Заскока Юрій - Леонтьєва Оксана                                                                                      | 31                    | (докладніше) | |
| 47 | 10 жовтня 2022 ~08:18 (UTC+3)              | Шевченківський р-н, вул. Терещенківська, 10                                       | 50°26′30.3″ пн. ш. 30°30′50.3″ сх. д. / 50.441750° пн. ш. 30.513972° сх. д. | Ракета                                                                                              | — | —                     | Дитячий майданчик в парку ім. Тараса Шевченка (докладніше) | |
| 48 | 10 жовтня 2022 ~09:30 (UTC+3)              | Голосіївський р-н, вул. Гетьмана П. Скоропадського, 57                            | 50°26′22.0″ пн. ш. 30°29′48.2″ сх. д. / 50.439444° пн. ш. 30.496722° сх. д. | Ракета                                                                                              | — | 13                    | Бізнес-центр «101 Tower» (докладніше) | |
| 49 | 10 жовтня 2022 ~09:30 (UTC+3)              | Голосіївський р-н, вул. Промислова, 4                                             | 50°23′42.9″ пн. ш. 30°34′02.9″ сх. д. / 50.395250° пн. ш. 30.567472° сх. д. | Ракета                                                                                              | — | —                     | Київська теплоелектроцентраль № 5 (докладніше) | |
| 50 | 10 жовтня 2022 ~09:30 (UTC+3)              | Голосіївський р-н, вул. Будіндустрії                                              | 50°23′55.1″ пн. ш. 30°34′48.3″ сх. д. / 50.398639° пн. ш. 30.580083° сх. д. | Ракета                                                                                              | — | —                     | Склад вторсировини (докладніше) | |
| 51 | 10 жовтня 2022 ~09:30 (UTC+3)              | Деснянський р-н, вул. Пухівська, 1-А                                              | 50°32′02.4″ пн. ш. 30°39′42.7″ сх. д. / 50.534000° пн. ш. 30.661861° сх. д. | Ракета                                                                                              | — | 1                     | Київська теплоелектроцентраль № 6 (докладніше) | |
| 52 | 17 жовтня 2022 ~06:37 (UTC+3)              | Шевченківський р-н, вул. Жилянська, 27                                            | 50°26′29.8″ пн. ш. 30°29′44.1″ сх. д. / 50.441611° пн. ш. 30.495583° сх. д. | Дрон-камікадзе Shahed 131/136                                                                       | — | —                     | Адмінбудівля НЕК «Укренерго» (докладніше) | |
| 53 | 17 жовтня 2022 ~08:15 (UTC+3)              | Шевченківський р-н, вул. Жилянська, 116-А                                         | 50°26′30.2″ пн. ш. 30°29′47.8″ сх. д. / 50.441722° пн. ш. 30.496611° сх. д. | Дрон-камікадзе Shahed 131/136                                                                       | 5 осіб - Ганич Тетяна Вікторівна - Замченко Богдан - Замченко Вікторія - Віталій Володимирович                                                                              | 4                     | Дореволюційний багатоквартирний будинок (докладніше) | |
| 54 | 17 жовтня 2022 ~08:20 (UTC+3)              | Солом'янський р-н, вул. Гетьмана П. Скоропадського                                | 50°26′14.9″ пн. ш. 30°29′35.5″ сх. д. / 50.437472° пн. ш. 30.493194° сх. д. | Дрон-камікадзе Shahed 131/136                                                                       | — | —                     | (докладніше) | |
| 55 | 18 жовтня 2022 ~09:00 (UTC+3)              | Деснянський р-н, вул. Пухівська, 1-А                                              | 50°32′04.0″ пн. ш. 30°39′51.0″ сх. д. / 50.534444° пн. ш. 30.664167° сх. д. | 3 крилаті ракети Х-101/Х-555                                                                        | 3 співробітників комунальних служб - Сахно Микола Васильович - Черников Олексій Олександрович                                                                               |                       | Київська теплоелектроцентраль № 6 | |
| 56 | 15 листопада 2022 ~15:00 (UTC+2)           | Печерський р-н, вул. Остапа Вишні, 7                                              | 50°24′39.7″ пн. ш. 30°31′58.4″ сх. д. / 50.411028° пн. ш. 30.532889° сх. д. | 3 крилаті ракети Х-101/Х-555 та/або «Калібр»                                                        | 1 особа |                       | Житловий будинок-хрущовка (докладніше) | |
| 57 | 23 листопада 2022 12:46 —15:08 (UTC+2)     | Голосіївський р-н, вул. Будіндустрії, 2                                           | 50°24′11.4″ пн. ш. 30°33′58.2″ сх. д. / 50.403167° пн. ш. 30.566167° сх. д. | | 3 особи (з них 1 дитина) - 17-річна дівчина | 11                    | (докладніше) | |
| 57 | 23 листопада 2022                          |                                                                                   |                                                                             | | |                       | | |
| 57 | 23 листопада 2022                          |                                                                                   |                                                                             | | |                       | | |
| 58 | 14 грудня 2022 ~06:30 (UTC+2)              | Шевченківський р-н, вул. Д. Щербаківського, 48-А                                  | 50°28′08.5″ пн. ш. 30°24′24.4″ сх. д. / 50.469028° пн. ш. 30.406778° сх. д. | Баражуючий боєприпас Shahed 131/136                                                                 | — | —                     | СУФР ДПІ у Шевченківському районі ГУ ДФС у м. Києві | |
| 59 | 19 грудня 2022 ~05:00 (UTC+2)              | Шевченківський р-н, вул. Стеценка, 1-А                                            | 50°28′34.1″ пн. ш. 30°24′34.3″ сх. д. / 50.476139° пн. ш. 30.409528° сх. д. | Баражуючий боєприпас Shahed 131/136                                                                 | — | —                     | ПС 330/110/35/10 кВт «Нивки» | |
| 60 | 29 грудня 2022 ~09:00 (UTC+2)              | Дарницький р-н, вул. Мостова, 56                                                  | 50°21′48.1″ пн. ш. 30°40′52.3″ сх. д. / 50.363361° пн. ш. 30.681194° сх. д. | Крилата ракета                                                                                      | 1 особа | 3                     | Садибні будинки (докладніше) | |
| 61 | 29 грудня 2022 ~09:00 (UTC+2)              | Дарницький р-н, Садове товариство на Осокорках                                    |                                                                             | Крилата ракета                                                                                      | — | —                     | Садові будинки (докладніше) | Kyiv after Russian missile attack, 2022-12-29 (01).webp |
| 62 | 31 грудня 2022 ~14:00 (UTC+2)              | Печерський р-н, вул. Предславинська, 35-Д                                         | 50°25′17.4″ пн. ш. 30°31′23.5″ сх. д. / 50.421500° пн. ш. 30.523194° сх. д. | Крилата ракета                                                                                      | — | 1                     | Готель «Alfavito» (докладніше) | |
| 63 | 31 грудня 2022 12:49 —16:03 (UTC+2)        | Голосіївський р-н, просп. Академіка Глушкова, 2                                   | 50°23′01.5″ пн. ш. 30°28′26.7″ сх. д. / 50.383750° пн. ш. 30.474083° сх. д. | Крилата ракета класу «повітря — земля»                                                              | — | —                     | Університетське містечко КНУ ім.Тараса Шевченка (докладніше) | |
| 64 | 31 грудня 2022 12:49 —16:03 (UTC+2)        | Солом'янський р-н, вул. Докучаєвська, 19                                          | 50°25′37.4″ пн. ш. 30°29′53.1″ сх. д. / 50.427056° пн. ш. 30.498083° сх. д. | Крилата ракета класу «повітря — земля»                                                              | 2 особи | 20                    | Індивідуальні житлові будинки (докладніше) | |
|    | Усього за 2022 (на 30.12.2022)             | 638 повітряних тривог загальною тривалістю 693 години 49 хвилин                   | 638 повітряних тривог загальною тривалістю 693 години 49 хвилин             | 638 повітряних тривог загальною тривалістю 693 години 49 хвилин                                     | 120 (у т.ч. 5 дітей) | 495 (у т.ч. 30 дітей) | Пошкоджено понад 600 будівель | Пошкоджено понад 600 будівель |

### 2023 рік
|    | Дата та час                             | Місце атаки                                                                        | Координати                                                                         | Зброя | Загиблі | Поранені                          | Матеріальні збитки                                                                        | Фото наслідків                                 |  |
| -- | --------------------------------------- | ---------------------------------------------------------------------------------- | ---------------------------------------------------------------------------------- | --- | --- | --------------------------------- | ----------------------------------------------------------------------------------------- | ---------------------------------------------- |  |
| 1  | 1 січня 2023 ~00:40 (UTC+2)             | Шевченківський р-н                                                                 |                                                                                    | Уламки ракети AIM-120 випущеної з ЗРК NASAMS                                                                      | — | —                                 | Автомобіль (докладніше)                                                                   |                                                |  |
| 2  | 2 січня 2023 ~01:00 (UTC+2)             | Деснянський р-н, вул. Рональда Рейгана, 30                                         | 50°30′34.3″ пн. ш. 30°35′52.7″ сх. д. / 50.509528° пн. ш. 30.597972° сх. д.        | Уламки ударного БпЛА Shahed 131/136                                                                               | — | 1                                 | Житловий будинок 111-96                                                                   |                                                |  |
| 3  | 14 січня 2023 ~09:35 (UTC+2)            | Голосіївський р-н                                                                  | 50°21′08.7″ пн. ш. 30°31′18.7″ сх. д. / 50.352417° пн. ш. 30.521861° сх. д.        | Уламки ЗКР С-300 та С-400                                                                                         | — | —                                 | Нежитлові будівлі, Національний музей народної архітектури та побуту України (докладніше) |                                                |  |
| 4  | 26 січня 2023 ~10:00 (UTC+2)            | Голосіївський р-н, вул. Промислова                                                 | 50°23′38.8″ пн. ш. 30°33′43.6″ сх. д. / 50.394111° пн. ш. 30.562111° сх. д.        | Уламки ракети | 1 особа - 55-річний чоловік | 2                                 | Пункту прийому металобрухту (докладніше)                                                  |                                                |  |
| 5  | 10 лютого 2023 ~10:05 (UTC+2)           | Голосіївський р-н                                                                  |                                                                                    | Уламки ракети | — | —                                 | Приватний будинок та автомобіль (докладніше)                                              |                                                |  |
|    | Усього (на 24.02.2023)                  | 680 повітряних тривог                                                              | 680 повітряних тривог                                                              | 680 повітряних тривог                                                                                             | 160[незрозуміло] (у т.ч. 5 дітей) | 713                               | Пошкоджено понад 700 будівель                                                             | Пошкоджено понад 700 будівель                  |  |
| 6  | 9 березня 2023 ~05:50 (UTC+2)           | Голосіївський р-н, вул. Промислова, 4                                              | 50°23′34.3″ пн. ш. 30°34′06.9″ сх. д. / 50.392861° пн. ш. 30.568583° сх. д.        | 2 крилаті ракети Х-101/Х-555 та/або аеробалістична ракета Х-47М2 «Кинджал»                                        | — | —                                 | Машинна зала Київської теплоелектроцентралі № 5 (докладніше)                              |                                                |  |
| 7  | 9 березня 2023 ~07:14 (UTC+2)           | Святошинський р-н, вул. Святошинська, 2                                            | 50°27′22.0″ пн. ш. 30°23′06.2″ сх. д. / 50.456111° пн. ш. 30.385056° сх. д.        | Уламки ракети | — | 3                                 | Автівки на відкритій автостоянці ДП «УкрНДНЦ» (докладніше)                                |                                                |  |
| 8  | 27 березня 2023 ~23:30 (UTC+2)          | Святошинський р-н, вул. Академіка Булаховського, 4                                 | 50°28′22.3″ пн. ш. 30°20′55.5″ сх. д. / 50.472861° пн. ш. 30.348750° сх. д.        | Уламки ударного БпЛА Shahed 131/136                                                                               | — | —                                 | ТЦ «Керамік Сіті»                                                                         |                                                |  |
| 9  | 28 квітня 2023                          | Оболонський р-н, промзона                                                          |                                                                                    | Уламки ракети | — | —                                 | Локальна лінія електромереж та дорожнє покриття                                           |                                                |  |
| 9  | 4 травня 2023 ~20:00 (UTC+3)            | Солом'янський р-н, вул. Митрополита В. Липківського, 1                             | 50°26′10.5″ пн. ш. 30°29′28.0″ сх. д. / 50.436250° пн. ш. 30.491111° сх. д.        | Уламки ударного БпЛА                                                                                              | — | —                                 | Торгово-офісна будівля                                                                    |                                                |  |
| 10 | 8 травня 2023 ~01:40 (UTC+3)            | Святошинський р-н, б-р Кольцова, 14-З                                              | 50°25′30.6″ пн. ш. 30°22′58.4″ сх. д. / 50.425167° пн. ш. 30.382889° сх. д.        | Баражуючий боєприпас Shahed 131/136                                                                               | — | 5                                 | ЖК «Парковий»                                                                             |                                                |  |
| 11 | 8 травня 2023 ~02:00                    | Солом'янський р-н                                                                  |                                                                                    | Баражуючий боєприпас Shahed 131/136                                                                               | — | —                                 | 15 вантажних і 5 легкових автомобілів, резервуар дизпалива ємністю 5 м³                   |                                                |  |
| 12 | 8 травня 2023 ~02:15 (UTC+3)            | Святошинський р-н, просп. Берестейський, 63                                        | 50°27′27.7″ пн. ш. 30°24′45.4″ сх. д. / 50.457694° пн. ш. 30.412611° сх. д.        | Баражуючий боєприпас Shahed 131/136                                                                               | — | —                                 | Гімназія № 154 м. Києва, ЖК «Нивки-Парк»                                                  |                                                |  |
| 13 | 9 травня 2023 04:03 — 06:04 (UTC+3)     | Голосіївський р-н                                                                  |                                                                                    | Крилата ракета Х-101/Х-555                                                                                        | — | —                                 | Садиба                                                                                    |                                                |  |
| 14 | 16 травня 2023 ~03:30 (UTC+3)           | Солом'янський р-н                                                                  |                                                                                    | Уламки ракети | — | 3                                 | 4 двоповерхові автобуси MAN Lion's City DD                                                |                                                |  |
| 15 | 18 травня 2023 ~06:25 (UTC+3)           | Дарницький р-н, вул. Сортувальна, 20                                               | 50°24′39.0″ пн. ш. 30°36′34.6″ сх. д. / 50.410833° пн. ш. 30.609611° сх. д.        | Уламки крилатої ракети Х-101/Х-555                                                                                | — | —                                 | Гаражний кооператив «Позняки»                                                             |                                                |  |
| 16 | 20 травня 2023 ~01:20 (UTC+3)           | Дніпровський р-н, вул. Регенераторна, 4, корп. 4-12                                | 50°26′07.8″ пн. ш. 30°37′12.4″ сх. д. / 50.435500° пн. ш. 30.620111° сх. д.        | Баражуючий боєприпас Shahed 131/136                                                                               | — | —                                 | ЖК «Комфорт Таун»                                                                         |                                                |  |
| 17 | 20 травня 2023 вночі                    | Дарницький р-н, вул. Клеманська, 7                                                 | 50°25′01.8″ пн. ш. 30°36′29.5″ сх. д. / 50.417167° пн. ш. 30.608194° сх. д.        | Баражуючий боєприпас Shahed 131/136                                                                               | — | —                                 | ЖК «Урлівський-2»                                                                         |                                                |  |
| 18 | 26 травня 2023 03:02 — 05:34 (UTC+3)    | Оболонський р-н                                                                    |                                                                                    | Уламки ракети | — | —                                 | ТРЦ                                                                                       |                                                |  |
| 19 | 28 травня 2023 ~02:00 (UTC+3)           | Печерський р-н, вул. Професора Підвисоцького, 12                                   | 50°24′55.4″ пн. ш. 30°32′51.4″ сх. д. / 50.415389° пн. ш. 30.547611° сх. д.        | Баражуючий боєприпас Shahed 131/136                                                                               | — | —                                 | Житловий будинок 1-438-5 (докладніше)                                                     | Kyiv after Russian attack, 2023-05-28 (01).jpg |  |
| 20 | 28 травня 2023 01:08 — 06:22 (UTC+3)    | Голосіївський р-н, вул. Академіка Заболотного, 35                                  | 50°20′34.6″ пн. ш. 30°32′18.8″ сх. д. / 50.342944° пн. ш. 30.538556° сх. д.        | Баражуючий боєприпас Shahed 131/136                                                                               | — | —                                 | Тютюнова фабрика Imperial Brands, ТРЦ (докладніше)                                        |                                                |  |
| 21 | 28 травня 2023 01:08 — 06:22 (UTC+3)    | Голосіївський р-н, просп. В. Лобановського, 115                                    | 50°24′28.7″ пн. ш. 30°30′20.2″ сх. д. / 50.407972° пн. ш. 30.505611° сх. д.        | Баражуючий боєприпас Shahed 131/136                                                                               | 1 особа - 41-річний уродженець Чернігівщини | 2                                 | Українське товариство сліпих (докладніше)                                                 |                                                |  |
| 22 | 29 травня 2023 00:40 — 03:52 (UTC+3)    | Подільський р-н                                                                    |                                                                                    | Уламки | — | —                                 | Садибний житловий будинок                                                                 |                                                |  |
| 23 | 29 травня 2023 ~11:30 (UTC+3)           | Оболонський р-н, перетин проспектів Степана Бандери та Оболонського                | 50°29′21.4″ пн. ш. 30°29′53.0″ сх. д. / 50.489278° пн. ш. 30.498056° сх. д.        | Уламки крилатої ракети                                                                                            | — | —                                 |                                                                                           |                                                |  |
| 24 | 29 травня 2023                          | Подільський р-н, Київська гавань                                                   | 50°28′17.2″ пн. ш. 30°31′36.9″ сх. д. / 50.471444° пн. ш. 30.526917° сх. д.        | Ракета | — | —                                 | Гаванський міст                                                                           |                                                |  |
| 25 | 30 травня 2023 ~02:37 (UTC+3)           | [ 159 ]                                                                            |                                                                                    | | |                                   |                                                                                           |                                                |  |
| 25 | 30 травня 2023 ~03:15 (UTC+3)           | Голосіївський р-н, просп. Науки, 28                                                | 50°23′50.5″ пн. ш. 30°31′50.0″ сх. д. / 50.397361° пн. ш. 30.530556° сх. д.        | Уламки баражуючого боєприпасу Shahed 131/136                                                                      | 1 особа - Кардаш Катерина Борисівна | 9                                 | ЖК «Сонячний»                                                                             |                                                |  |
| 26 | 1 червня 2023 ~03:00 (UTC+3)            | Деснянський р-н, вул. О. Левицького, 18-А                                          | 50°28′35.8″ пн. ш. 30°37′50.8″ сх. д. / 50.476611° пн. ш. 30.630778° сх. д.        | Балістична ракета з ОТРК «Іскандер-М»                                                                             | 3 особи (з них 1 дитина) - Вельченко Наталія Віталіївна - Івашко Вікторія Дмитрівна - Івашко Ольга | 16                                | Амбулаторія ЗПСМ № 7 КНП «ЦПМСД № 3»                                                      |                                                |  |
| 27 | 1 червня 2023 02:49 — 04:03 (UTC+3)     | Дніпровський р-н, вул. Празька, 5                                                  | 50°26′30.2″ пн. ш. 30°37′54.5″ сх. д. / 50.441722° пн. ш. 30.631806° сх. д.        | | — | 2                                 | Адмінбудівля, ЖК «Дніпровська Мрія»                                                       |                                                |  |
| 28 | 24 червня 2023 ~03:00 (UTC+3)           | Солом'янський р-н, вул. Митрополита В. Липківського, 37-В                          | 50°25′49.0″ пн. ш. 30°28′44.4″ сх. д. / 50.430278° пн. ш. 30.479000° сх. д.        | Крилата ракета Х-101/Х-555                                                                                        | 5 осіб - Куріленко Данило - Луцик Павло - Петра Юлія - Пруднікова Віолета Віталіївна | 11                                | ЖК «Династія»                                                                             |                                                |  |
|    | Усього (на 09.07.2023)                  |                                                                                    |                                                                                    | | 170 (у т.ч. 7 дітей) |                                   |                                                                                           |                                                |  |
| 29 | 13 липня 2023 ~01:30 (UTC+3)            | Дарницький р-н, вул. Зарічна, 16                                                   | 50°23′42.5″ пн. ш. 30°36′12.2″ сх. д. / 50.395139° пн. ш. 30.603389° сх. д.        | Баражуючий боєприпас Shahed 131/136                                                                               | — | 2                                 | ЖК «Славутич»                                                                             |                                                |  |
| 30 | 2 серпня 2023 ~03:00 (UTC+3)            | Солом'янський р-н, вул. Солом'янська, 13                                           | 50°25′32.8″ пн. ш. 30°28′38.6″ сх. д. / 50.425778° пн. ш. 30.477389° сх. д.        | Баражуючий боєприпас Shahed 131/136                                                                               | — | —                                 | Держспецзв'язку                                                                           |                                                |  |
| 31 | 30 серпня 2023 ~05:00 (UTC+3)           | Дарницький р-н, вул. Здолбунівська, 17                                             | 50°25′10.0″ пн. ш. 30°37′54.6″ сх. д. / 50.419444° пн. ш. 30.631833° сх. д.        | Уламки крилатої ракети Х-101/Х-555/Х-55                                                                           | — | —                                 | ТЦ «Auchan Rive Gauche»                                                                   |                                                |  |
| 32 | 30 серпня 2023 ~05:00 (UTC+3)           | Шевченківський р-н, Бабин Яр                                                       | 50°28′36.3″ пн. ш. 30°26′57.5″ сх. д. / 50.476750° пн. ш. 30.449306° сх. д.        | 28 ракет повітряного базування типу Х-101/Х-555/Х-55 та 15 із 16 ударних БпЛА типу Shahed-136/131                 | 2 особи | 3                                 | Нежитлові будівлі                                                                         |                                                |  |
| 33 | 21 вересня 2023 ~06:00 (UTC+3)          | Дарницький р-н, вул. Зрошувальна, 5-У                                              | 50°25′57.4″ пн. ш. 30°40′18.8″ сх. д. / 50.432611° пн. ш. 30.671889° сх. д.        | Крилата ракета Х-101/Х-555/Х-55                                                                                   | — | 7                                 | СТО                                                                                       |                                                |  |
| 34 | 21 вересня 2023 ~05:00 (UTC+3)          | Голосіївський р-н, Деснянський р-н, Шевченківський р-н                             |                                                                                    | понад 20 крилатих ракет типу Х-101/Х-555/55, які росіяни випустили із десяти літаків стратегічної авіації Ту-95мс | — | —                                 |                                                                                           |                                                |  |
| 34 | 28 квітня 2023                          | 21 вересня 2023 ~06:00 (UTC+3)                                                     | Шевченківський р-н, перетин вул. Половецької та Підгірної                          | 50°27′56.6″ пн. ш. 30°29′04.6″ сх. д. / 50.465722° пн. ш. 30.484611° сх. д.                                       | Уламки крилатої ракети Х-101/Х-555 | —                                 | —                                                                                         | НАСОА                                          |  |
| 35 | 25 листопада 2023 02:37 — 08:45 (UTC+2) | Солом'янський р-н, вул. М. Донця, 17/46                                            | 50°25′43.2″ пн. ш. 30°25′38.4″ сх. д. / 50.428667° пн. ш. 30.427333° сх. д.        | Дрон-камікадзе Shahed 131/136                                                                                     | — | 5                                 | Дошкільний навчальний заклад (ясла-садок) № 295                                           |                                                |  |
| 35 | 25 листопада 2023 02:37 — 08:45 (UTC+2) | Дніпровський р-н, вул. Микільсько-Слобідська, 5                                    | 50°27′08.8″ пн. ш. 30°35′13.2″ сх. д. / 50.452444° пн. ш. 30.587000° сх. д.        | Уламки дрона-камікадзе Shahed 131/136                                                                             | — | —                                 | Патріарший собор Воскресіння Христового                                                   |                                                |  |
| 36 | 11 грудня 2023 ~04:15 (UTC+2)           | Дарницький р-н, Бортничі                                                           | 50°23′04.8″ пн. ш. 30°40′53.7″ сх. д. / 50.384667° пн. ш. 30.681583° сх. д.        | ЗКР С-300 або балістична ракета з ОТРК «Іскандер-М»                                                               | — | 4                                 | 42 садибні будинки                                                                        |                                                |  |
| 37 | 13 грудня 2023 ~03:00 (UTC+2)           | Дніпровський р-н, вул. О. Дашкевича                                                | 50°28′57.4″ пн. ш. 30°36′30.0″ сх. д. / 50.482611° пн. ш. 30.608333° сх. д.        | ЗКР 48Н6 з С-400 або балістична ракета з ОТРК «Іскандер-М»                                                        | — | 53                                | Автомобілі, ДНЗ № 655 та житловий будинок 1-464А-51                                       |                                                |  |
| 38 | 13 грудня 2023 ~03:00 (UTC+2)           | Деснянський р-н, вул. Я. Гніздовського, 5                                          | 50°27′46.6″ пн. ш. 30°39′00.0″ сх. д. / 50.462944° пн. ш. 30.650000° сх. д.        | Уламки ракет | — | —                                 | ЖК «Urban park»                                                                           |                                                |  |
| 39 | 22 грудня 2023 ~00:00 (UTC+2)           | Солом'янський р-н, просп. В. Лобановського, 4-В                                    | 50°25′19.9″ пн. ш. 30°27′45.6″ сх. д. / 50.422194° пн. ш. 30.462667° сх. д.        | Дрон-камікадзе Shahed 131/136                                                                                     | — | 2                                 | ЖК «Олександрівський»                                                                     |                                                |  |
| 40 | 29 грудня 2023 ~07:00 (UTC+2)           | Шевченківський р-н, Лук'янівка                                                     |                                                                                    | понад 30 ракет різного типу                                                                                       | 33 особи - Баляр Катерина - Боровська-Рябокінь Яна - Верещак Світлана - Горлач Олександр - Дідківська Валентина - Кіндратенко Микола - Козак Вікторія - Колташов Олег - Котлярова Вікторія Олександрівна - Кукало Олег - Левковський Дмитро Геннадійович - Нікіфорова Олена - Плаксін Іван - Полтавець Сергій - Сірий Роман - Стельмах Сергій - Фещенко Людмила - Чорновіл Людмила | 30                                | Нежитлові будівлі (докладніше)                                                            |                                                |  |
| 41 | 29 грудня 2023 ~07:00 (UTC+2)           | Подільський р-н, вул. Новокостянтинівська, 9/2                                     | 50°28′48.9″ пн. ш. 30°29′02.9″ сх. д. / 50.480250° пн. ш. 30.484139° сх. д.        | | |                                   | Складська будівля «Dnipro-M» (докладніше)                                                 |                                                |  |
| 42 | 29 грудня 2023 ~07:00 (UTC+2)           | Святошинський р-н, вул. Чорнобильська (запроєктована ділянка)                      | 50°27′58.8″ пн. ш. 30°20′43.6″ сх. д. / 50.466333° пн. ш. 30.345444° сх. д.        | | — | 1                                 | Автівки на стихійній автостоянці (докладніше)                                             |                                                |  |
| 44 | 29 грудня 2023 ~07:00 (UTC+2)           | Святошинський р-н                                                                  |                                                                                    | | — | —                                 |                                                                                           |                                                |  |
|    | Усього (на 31.12.2023)                  | З 24.02.2022 пролунало 939 повітряних тривог загальною тривалістю 45 днів 17 годин | З 24.02.2022 пролунало 939 повітряних тривог загальною тривалістю 45 днів 17 годин | З 24.02.2022 пролунало 939 повітряних тривог загальною тривалістю 45 днів 17 годин                                | 69 цивільних | 294 цивільних (у т.ч. 146 у 2023) |                                                                                           |                                                |  |

### 2024 рік
| Пн | Вт  | Ср | Чт | Пт | Сб  | Нд |
| -- | --- | -- | -- | -- | --- | -- |
| 1  | 2*  | 3  | 4  | 5  | 6   | 7  |
| 8* | 9   | 10 | 11 | 12 | 13* | 14 |
| 15 | 16  | 17 | 18 | 19 | 20  | 21 |
| 22 | 23* | 24 | 25 | 26 | 27  | 28 |
| 29 | 30  | 31 |    |    |     |    |

| Пн | Вт | Ср | Чт  | Пт | Сб | Нд |
| -- | -- | -- | --- | -- | -- | -- |
|    |    |    | 1   | 2  | 3  | 4  |
| 5  | 6  | 7* | 8   | 9  | 10 | 11 |
| 12 | 13 | 14 | 15* | 16 | 17 | 18 |
| 19 | 20 | 21 | 22  | 23 | 24 | 25 |
| 26 | 27 | 28 | 29  |    |    |    |

| Пн | Вт | Ср | Чт  | Пт  | Сб | Нд |
| -- | -- | -- | --- | --- | -- | -- |
|    |    |    |     | 1   | 2  | 3  |
| 4  | 5  | 6  | 7   | 8   | 9  | 10 |
| 11 | 12 | 13 | 14  | 15  | 16 | 17 |
| 18 | 19 | 20 | 21* | 22* | 23 | 24 |
| 25 | 26 | 27 | 28  | 29  | 30 | 31 |

| Пн | Вт | Ср | Чт | Пт | Сб | Нд |
| -- | -- | -- | -- | -- | -- | -- |
| 1  | 2  | 3  | 4  | 5  | 6  | 7  |
| 8  | 9  | 10 | 11 | 12 | 13 | 14 |
| 15 | 16 | 17 | 18 | 19 | 20 | 21 |
| 22 | 23 | 24 | 25 | 26 | 27 | 28 |
| 29 | 30 |    |    |    |    |    |

| Пн | Вт | Ср | Чт | Пт | Сб | Нд |
| -- | -- | -- | -- | -- | -- | -- |
|    |    | 1  | 2  | 3  | 4  | 5  |
| 6  | 7  | 8  | 9  | 10 | 11 | 12 |
| 13 | 14 | 15 | 16 | 17 | 18 | 19 |
| 20 | 21 | 22 | 23 | 24 | 25 | 26 |
| 27 | 28 | 29 | 30 | 31 |    |    |

| Пн | Вт | Ср | Чт | Пт | Сб | Нд |
| -- | -- | -- | -- | -- | -- | -- |
|    |    |    |    |    | 1  | 2  |
| 3  | 4  | 5  | 6  | 7  | 8  | 9  |
| 10 | 11 | 12 | 13 | 14 | 15 | 16 |
| 17 | 18 | 19 | 20 | 21 | 22 | 23 |
| 24 | 25 | 26 | 27 | 28 | 29 | 30 |

| Пн | Вт | Ср | Чт | Пт | Сб | Нд |
| -- | -- | -- | -- | -- | -- | -- |
| 1  | 2  | 3  | 4  | 5  | 6  | 7  |
| 8* | 9  | 10 | 11 | 12 | 13 | 14 |
| 15 | 16 | 17 | 18 | 19 | 20 | 21 |
| 22 | 23 | 24 | 25 | 26 | 27 | 28 |
| 29 | 30 | 31 |    |    |    |    |
|    |    |    |    |    |    |    |

| Пн  | Вт | Ср | Чт | Пт | Сб | Нд |
| --- | -- | -- | -- | -- | -- | -- |
|     |    |    | 1  | 2  | 3  | 4  |
| 5   | 6  | 7  | 8  | 9  | 10 | 11 |
| 12  | 13 | 14 | 15 | 16 | 17 | 18 |
| 19  | 20 | 21 | 22 | 23 | 24 | 25 |
| 26* | 27 | 28 | 29 | 30 | 31 |    |
|     |    |    |    |    |    |    |

| Пн | Вт | Ср | Чт | Пт | Сб | Нд |
| -- | -- | -- | -- | -- | -- | -- |
|    |    |    |    |    |    | 1  |
| 2  | 3  | 4  | 5  | 6  | 7  | 8  |
| 9  | 10 | 11 | 12 | 13 | 14 | 15 |
| 16 | 17 | 18 | 19 | 20 | 21 | 22 |
| 23 | 24 | 25 | 26 | 27 | 28 | 29 |
| 30 |    |    |    |    |    |    |

| Пн | Вт | Ср | Чт | Пт | Сб | Нд |
| -- | -- | -- | -- | -- | -- | -- |
|    | 1  | 2  | 3  | 4  | 5  | 6  |
| 7  | 8  | 9  | 10 | 11 | 12 | 13 |
| 14 | 15 | 16 | 17 | 18 | 19 | 20 |
| 21 | 22 | 23 | 24 | 25 | 26 | 27 |
| 28 | 29 | 30 | 31 |    |    |    |
|    |    |    |    |    |    |    |

| Пн | Вт | Ср | Чт | Пт | Сб | Нд  |
| -- | -- | -- | -- | -- | -- | --- |
|    |    |    |    | 1  | 2  | 3   |
| 4  | 5  | 6  | 7  | 8  | 9  | 10  |
| 11 | 12 | 13 | 14 | 15 | 16 | 17* |
| 18 | 19 | 20 | 21 | 22 | 23 | 24  |
| 25 | 26 | 27 | 28 | 29 | 30 |     |
|    |    |    |    |    |    |     |

| Пн | Вт | Ср | Чт | Пт | Сб | Нд |
| -- | -- | -- | -- | -- | -- | -- |
|    |    |    |    |    |    | 1  |
| 2  | 3  | 4  | 5  | 6  | 7  | 8  |
| 9  | 10 | 11 | 12 | 13 | 14 | 15 |
| 16 | 17 | 18 | 19 | 20 | 21 | 22 |
| 23 | 24 | 25 | 26 | 27 | 28 | 29 |
| 30 | 31 |    |    |    |    |    |

|                         | Дата та час                           | Місце атаки                                                      | Координати | Зброя | Загиблі | Поранені                    | Матеріальні збитки | Фото наслідків                                                                                             |
| ----------------------- | ------------------------------------- | ---------------------------------------------------------------- | --- | --- | --- | --------------------------- | --- | --- |
| 1                       | 2 січня 2024 ~06:00 (UTC+2)           | Оболонський р-н, перетин вул. С. Скляренка та пров. Балтійського | 50°29′46.4″ пн. ш. 30°27′54.6″ сх. д. / 50.496222° пн. ш. 30.465167° сх. д.                                                                             | | — |                             | 34 автомобілі, 2 автосалони та ТРЦ «Baltic Sky» (докладніше) | |
| 2                       | 2 січня 2024 ~07:00 (UTC+2)           | Солом'янський р-н, вул. Мокра, 7                                 | 50°25′54.2″ пн. ш. 30°29′19.6″ сх. д. / 50.431722° пн. ш. 30.488778° сх. д.                                                                             | | 4 особи - Нарижна Наталія - Пренко Володимир (помер у лікарні) - Стеценкова Раїса - Шевцова Людмила Василівна | 54                          | Житловий будинок 111-96 та садибні будинки (докладніше) | |
| 3                       | 2 січня 2024 ~07:00 (UTC+2)           | Дарницький р-н, 3-й пров. Дружби, 13                             | 50°22′42.2″ пн. ш. 30°41′57.4″ сх. д. / 50.378389° пн. ш. 30.699278° сх. д.                                                                             | | — | —                           | Храм ВСЦ ЄХБ «Вознесіння» та садибні будинки (докладніше) | |
| 4                       | 2 січня 2024 ~07:00 (UTC+2)           | Дніпровський р-н, Русанівська протока                            | 50°27′34.0″ пн. ш. 30°34′46.1″ сх. д. / 50.459444° пн. ш. 30.579472° сх. д.                                                                             | Балістична ракета 9М723 (Х-47М2) «Кинджал» | — | —                           | | |
| 5                       | 2 січня 2024 ~07:00 (UTC+2)           | Шевченківський р-н, Бабин Яр                                     | 50°28′48.2″ пн. ш. 30°27′17.8″ сх. д. / 50.480056° пн. ш. 30.454944° сх. д.                                                                             | Балістична ракета 9М723 (Х-47М2) «Кинджал» | — | —                           | Житловий будинок 1у-438А-41 (докладніше) | Destructions in Kyiv after Russian attack, 2024-01-02 (90).jpg                                             |
| 6                       | 2 січня 2024                          | Оболонський р-н, вул. Сім'ї Кульженків                           | 50°30′04.8″ пн. ш. 30°28′18.5″ сх. д. / 50.501333° пн. ш. 30.471806° сх. д.                                                                             | | — |                             | Склад будматеріалів (докладніше) | |
| 7                       | 2 січня 2024                          | Дарницький р-н, вул. Автопаркова, 7                              | 50°23′43.3″ пн. ш. 30°41′01.6″ сх. д. / 50.395361° пн. ш. 30.683778° сх. д.                                                                             | | — |                             | Складські будівлі (докладніше) | |
| 8                       | 23 січня 2024 ~07:10 (UTC+2)          | Солом'янський р-н, пров. Стадіонний, 10/2                        | 50°26′16.8″ пн. ш. 30°28′54.3″ сх. д. / 50.438000° пн. ш. 30.481750° сх. д.                                                                             | Крилата ракета | 1 особа - Донський Михайло Олександрович | 8                           | Спортивний комплекс Укрзалізниці «Локомотив» (докладніше) | |
| 9                       | 23 січня 2024 ~07:10 (UTC+2)          | Святошинський р-н, вул. І. Дзюби, 6                              | 50°25′26.4″ пн. ш. 30°23′31.2″ сх. д. / 50.424000° пн. ш. 30.392000° сх. д.                                                                             | Крилата ракета | — | 1                           | Житловий будинок 1-480-15вкп (докладніше) | |
| 10                      | 23 січня 2024 ~07:10 (UTC+2)          | Святошинський р-н, вул. Литвиненко-Вольгемут, 1-В                | 50°25′15.0″ пн. ш. 30°22′41.9″ сх. д. / 50.420833° пн. ш. 30.378306° сх. д.                                                                             | Не здетонована бойова частина крилатої ракети 3М14 (Х-101) | — | 3                           | (докладніше) | |
| 11                      | 7 лютого 2024 ~07:50 (UTC+2)          | Голосіївський р-н, вул. Академіка Заболотного, 62                | 50°21′49.9″ пн. ш. 30°27′42.4″ сх. д. / 50.363861° пн. ш. 30.461778° сх. д.                                                                             | Крилата ракета Х-101/Х-555/Х-55 | 6 осіб - Мильченко Світлана Іванівна - Носов Юрій - Носова Анастасія Юріївна - Самойлов Владислав | 39                          | Житловий будинок КТ-14п (докладніше) | |
| 12                      | 7 лютого 2024 ~07:50 (UTC+2)          | Голосіївський р-н, вул. Академіка Заболотного, 3                 | 50°22′02.6″ пн. ш. 30°27′53.6″ сх. д. / 50.367389° пн. ш. 30.464889° сх. д.                                                                             | Крилата ракета Х-101/Х-555/Х-55 | — |                             | Гаражі Укрдорзв'язок та близько 40 авто (докладніше) | |
| 13                      | 7 лютого 2024 ~07:50 (UTC+2)          | Дніпровський р-н, вул. Г. Хоткевича                              | 50°27′23.6″ пн. ш. 30°37′58.3″ сх. д. / 50.456556° пн. ш. 30.632861° сх. д.                                                                             | Крилата ракета 3М22 «Циркон» | — |                             | Лінія електропередачі (докладніше) | |
|                         | Усього (на 24.02.2024)                | З 24.02.2022 пролунало 989 повітряних тривог                     | З 24.02.2022 пролунало 989 повітряних тривог | З 24.02.2022 пролунало 989 повітряних тривог | Майже 200 осіб (у т.ч. 6 дітей) |                             | Пошкоджені близько 800 житлових будинків, 122 заклади освіти, 18 - охорони здоров'я, 17 - соціальної сфери | Пошкоджені близько 800 житлових будинків, 122 заклади освіти, 18 - охорони здоров'я, 17 - соціальної сфери |
| 14                      | 21 березня 2024 ~05:00 (UTC+2)        | Святошинський р-н, вул. Нагірна, 8/32                            | 50°28′29.7″ пн. ш. 30°28′42.5″ сх. д. / 50.474917° пн. ш. 30.478472° сх. д.                                                                             | Крилата ракета | — | 10                          | Будинок працівників «Укркабель» та церква святого Миколая «Пам'яті жертв Чорнобиля» (докладніше) | |
| 15                      | 21 березня 2024 ~05:00 (UTC+2)        | Святошинський р-н, вул. Академіка Доброхотова                    | 50°27′48.7″ пн. ш. 30°21′28.4″ сх. д. / 50.463528° пн. ш. 30.357889° сх. д.                                                                             | Крилата ракета | — | 7                           | (докладніше) | |
| 16                      | 21 березня 2024 ~05:00 (UTC+2)        | Шевченківський р-н, вул. Південна, 12-Г                          | 50°28′57.5″ пн. ш. 30°23′51.8″ сх. д. / 50.482639° пн. ш. 30.397722° сх. д.                                                                             | Крилата ракета | — | —                           | П'ять автівок (докладніше) | |
| 17                      | 21 березня 2024 ~05:00 (UTC+2)        | Подільський р-н, вул. Кирилівська, 82                            | 50°28′36.2″ пн. ш. 30°29′32.4″ сх. д. / 50.476722° пн. ш. 30.492333° сх. д.                                                                             | Крилата ракета | — | —                           | Автівки та склад інтернет-магазину «ROZETKA» (докладніше) | |
| 18                      | 25 березня 2024 ~10:30 (UTC+2)        | Печерський р-н, вул. М. Бойчука, 32                              | 50°24′33.4″ пн. ш. 30°33′00.9″ сх. д. / 50.409278° пн. ш. 30.550250° сх. д.                                                                             | Крилата ракета «Циркон» | — | 10                          | Навчальний корпус КДАДПМД ім. М. Бойчука | |
|                         | Усього (01.01.2024–31.03.2024)        |                                                                  | | Застосовано понад 180 засобів ураження - 1. Повітряного базування: - 9М723 (Х-47М2) «Кинджал» — 11 - 9М782 (Х-69) — 3 - 3М14 (Х-101) — 113 - 2. Морського базування - 3М22 «Циркон» — 5 - 3М14/3М54 «Калібр» — 1 - 3. Наземного базування - 9М723 «Іскандер-М» — 6 - БпЛА типу «Shahed» — 48 | |                             | | |
| 19                      | 30 червня 2024 ~19:30 (UTC+3)         | Оболонський р-н, просп. В. Івасюка, 59-А                         | 50°31′27.6″ пн. ш. 30°30′47.4″ сх. д. / 50.524333° пн. ш. 30.513167° сх. д.                                                                             | Крилата ракета 9М728 «Іскандер-К» | — | 6                           | Житловий будинок 87-107 | |
| 20                      | 8 липня 2024 ~10:30 (UTC+3)           | Солом'янський р-н, вул. Ушинського, 40                           | 50°25′23.4″ пн. ш. 30°26′28.2″ сх. д. / 50.423167° пн. ш. 30.441167° сх. д.                                                                             | Ракета | 7 осіб - Матасов Артем Володимирович - Терещенко Михайло - Совгира Оксана - Павленок Ігор | 9                           | Бізнес-парк «Домініон» (докладніше) | Destructions in Kyiv after Russian attack, 2024-07-08 (01).jpg                                             |
| 21                      | 8 липня 2024 ~10:30 (UTC+3)           | Шевченківський р-н, вул. В. Сальського, 19                       | 50°28′43.0″ пн. ш. 30°26′11.7″ сх. д. / 50.478611° пн. ш. 30.436583° сх. д.                                                                             | Ракета | 13 осіб (з них 5 дітей) - Брянцева Карина Сергіївна - Забудська Валентина Ісааківна - Ковальчук Віра Йосипівна та її племінниця з донькою - Левченко Варвара Дмитрівна - Симанюк Анастасія Василівна - Симанюк Зоряна - Симанюк Максим Васильович - Співакова Галина Кирилівна - Стратулат Андрій Олександрович - Стратулат Марія Олександрівна | 25                          | Житловий будинок 1-480-30 (докладніше) | |
| 22                      | 8 липня 2024 ~10:40 (UTC+3)           | Шевченківський р-н, вул. Ю. Іллєнка, 2/10                        | 50°27′48.0″ пн. ш. 30°28′58.2″ сх. д. / 50.463333° пн. ш. 30.482833° сх. д.                                                                             | Балістичні ракети | 2 особи - Уфімцев Олег Миколайович - Фесюк Юлія Анатоліївна | 3                           | БЦ «Лук'янівський», станція метрополітену «Лукянівська», ринок «Лукянівський» та ДАХК «Артем»&КБ «ЛУЧ» (докладніше) | |
| 23                      | 8 липня 2024 ~10:42 (UTC+3)           | Шевченківський р-н, вул. В. Чорновола, 28/1                      | 50°27′02.1″ пн. ш. 30°28′54.7″ сх. д. / 50.450583° пн. ш. 30.481861° сх. д.                                                                             | Крилата ракета 3М14 (Х-101) | 2 особи - Лук'янчик Світлана Олегівна - Петреченко Володимир Григорович | 32                          | Дитяча лікарня «Охматдит» (докладніше) | |
| 24                      | 8 липня 2024 ~13:10 (UTC+3)           | Дніпровський р-н, вул. Р. Окіпної, 8-В                           | 50°26′56.1″ пн. ш. 30°35′20.7″ сх. д. / 50.448917° пн. ш. 30.589083° сх. д.                                                                             | Ракета | 9 осіб - Бондаренко Вікторія Анатоліївна - Брагуца Віктор Леонідович - Вербовецька Єлизавета - Корж Оксана Василівна - Корнієнко Тетяна - Поплавська Світлана Іванівна - Честнейша Тетяна Степанівна - Шарова Тетяна Василівна | 5                           | Медичний центр «Адоніс» (докладніше) | |
| 25                      | 8 липня 2024                          | Голосіївський р-н, пров. Л. Ященка                               | 50°23′27.6″ пн. ш. 30°29′38.6″ сх. д. / 50.391000° пн. ш. 30.494056° сх. д.                                                                             | Ракета | — | 22                          | Житловий будинок 1-480-15кп та дошкільний навчальний заклад № 440 | |
|                         | Усього (01.01.2024–15.07.2024)        |                                                                  | | | 42 особи (у т.ч. 5 дітей) | 240 особи (у т.ч. 19 дітей) | | |
| (24.02.2022–15.07.2024) | 201 особа (у т.ч. 10 дітей)           | 680 осіб (у т.ч. 106 дітей)                                      | | | |                             | | |
| 26                      | 2 вересня 2024 ~05:20 (UTC+3)         | Голосіївський р-н, вул. Фрометівська, 2                          | 50°24′36.3″ пн. ш. 30°30′43.1″ сх. д. / 50.410083° пн. ш. 30.511972° сх. д.                                                                             | Крилата ракета 3М14 (Х-101) | — | 3                           | Часткова руйнація котельні та спортзалу МАУП | |
| 27                      | 2 вересня 2024 ~05:20 (UTC+3)         | Святошинський р-н, вул. Берестейський, 67                        | 50°27′25.5″ пн. ш. 30°24′21.2″ сх. д. / 50.457083° пн. ш. 30.405889° сх. д.                                                                             | Ракета | — |                             | Нежитлова будівля та будівля ісламського культурного центру АМУ/ДУМАРК у м. Києві | |
| 28                      | 4 жовтня 2024 ~00:00 (UTC+3)          | Дарницький р-н                                                   | | Дрон-камікадзе | — | —                           | Вибито балконні вікна та двері у квартирі на 8 поверсі 16-ти поверхівки | |
| 29                      | 19 жовтня 2024 02:41–06:06 (UTC+3)    | Дарницький р-н, вул. Дніпровська набережна, 19                   | 50°24′28.4″ пн. ш. 30°36′43.9″ сх. д. / 50.407889° пн. ш. 30.612194° сх. д.                                                                             | Дрон-камікадзе | — | 1                           | Пошкоджено декілька автомобілів, фасади кількох багатоквартирних будинків, балкони, вибиті вікна, незначні пошкодження зазнало приміщення одного з ресторанів | Destructions in Kyiv after Russian attack, 2024-10-19 (01).jpg                                             |
| 30                      | 21 жовтня 2024 00:07–05:13 (UTC+3)    | Солом'янський р-н                                                | | Дрон-камікадзе | — | 1                           | Пожежа на даху одноповерхового садибного житлового будинку на площі 30 м² | |
| 31                      | 25 жовтня 2024 ~21:00 (UTC+3)         | Солом'янський р-н, вул. Західна, 12                              | 50°26′39.3″ пн. ш. 30°25′58.1″ сх. д. / 50.444250° пн. ш. 30.432806° сх. д.                                                                             | Дрон-камікадзе Shahed 131/136 | 1 дитина - Троянівська Марія Володимирівна | 6                           | Пошкоджено квартири з 17 по 21 поверхи ЖК «Гарматна-Західна», пожежа в одній з квартир на 20-му поверсі | |
| 32                      | 29 жовтня 2024 ~04:29 (UTC+2)         | Солом'янський р-н, б-р Чоколівський, 3                           | 50°25′36.5″ пн. ш. 30°27′29.1″ сх. д. / 50.426806° пн. ш. 30.458083° сх. д.                                                                             | Дрон-камікадзе | — | 6                           | Розгерметизація газової труби на фасадній частині житлового будинку архітектора Катка Л. Б., займання крамниці та трьох припаркованих автомобілів | Destructions in Kyiv after Russian attack, 2024-10-29 (01).jpg                                             |
| 33                      | 29 жовтня 2024 ~04:29 (UTC+2)         | Святошинський р-н                                                | | Дрон-камікадзе | — | —                           | Пошкодження скління вікон в триповерховій адміністративній будівлі | |
| 34                      | 30 жовтня 2024 ~03:36 (UTC+2)         | Солом'янський р-н, вул. Ушинського, 18                           | 50°25′55.9″ пн. ш. 30°26′50.7″ сх. д. / 50.432194° пн. ш. 30.447417° сх. д.                                                                             | Дрон-камікадзе | — | 9                           | Пожежа у кількох помешканнях житлового будинку 1-464А-20, пошкоджена будівля Єврейської школи-дитячого садка «Перлина» | Destructions in Kyiv after Russian attack, 2024-10-30 (01).jpg                                             |
| 35                      | 31 жовтня 2024 02:02–04:19 (UTC+2)    | Подільський р-н, вул. В. Некрасова                               | 50°29′26.3″ пн. ш. 30°24′39.4″ сх. д. / 50.490639° пн. ш. 30.410944° сх. д.                                                                             | Дрон-камікадзе | — | —                           | Пошкодження анкерної опори високовольтної ЛЕП, вікон у двох житлових будинках 1-480-15к та одній адміністративній будівлі, загорання трав'яного настилу на площі приблизно 50 м² | |
| 36                      | 2 листопада 2024 ~05:00 (UTC+2)       | Солом'янський р-н                                                | | Дрон-камікадзе | — | —                           | Пошкоджено 5 автомобілів, скління та зовнішнє оздоблення кількох житлових будинків | |
| 37                      | 2 листопада 2024 ~05:00 (UTC+2)       | Святошинський р-н, вул. Я. Коласа, 4-А                           | 50°26′01.6″ пн. ш. 30°22′31.7″ сх. д. / 50.433778° пн. ш. 30.375472° сх. д.                                                                             | Дрон-камікадзе | — | 2                           | Пожежа на двох верхніх поверхах в житловому будинку Т-4 на площі 50 м² | |
| 38                      | 2 листопада 2024 ~05:00 (UTC+2)       | Шевченківський р-н, вул. Митрофана Довнар-Запольського, 7/9      | 50°27′33.9″ пн. ш. 30°28′22.5″ сх. д. / 50.459417° пн. ш. 30.472917° сх. д.                                                                             | Дрон-камікадзе | — | —                           | Загорання між 3 та 4 поверхами недіючої офісної будівлі на площі 2 м² | |
| 39                      | 3 листопада 2024 ~05:00 (UTC+2)       | Шевченківський р-н, вул. Ю. Іллєнка                              | 50°28′15.3″ пн. ш. 30°27′54.0″ сх. д. / 50.470917° пн. ш. 30.465000° сх. д.                                                                             | Дрон-камікадзе | — | —                           | Пошкоджено дорожнє покриття, опора освітлення та електродроти, щонайменше у п'яти будівлях вибуховою хвилею розбите скління вікон, у тому числі в офісній будівлі UNIT.City з 1-го по 9-го поверхи та на 1–2 поверхах гуртожитку №24 КНУ ім.Тараса Шевченка                                                                          | |
| 40                      | 7 листопада 2024 ~01:00 (UTC+2)       | Голосіївський р-н, просп. Науки                                  | 50°22′53.0″ пн. ш. 30°32′08.4″ сх. д. / 50.381389° пн. ш. 30.535667° сх. д.                                                                             | Дрон-камікадзе | — | —                           | Пожежа на території гаражів та розташованої поруч КК «Київавтодор» на загальній площі 200 м², пошкодження автотехніки | |
| 41                      | 7 листопада 2024 ~05:00 (UTC+2)       | Печерський р-н, вул. Л. Первомайського, 7-В                      | 50°26′04.2″ пн. ш. 30°31′55.7″ сх. д. / 50.434500° пн. ш. 30.532139° сх. д.                                                                             | Дрон-камікадзе | — | —                           | Пожежа ресторану на верхньому поверсі ЖК Jack House на площі 50 м², часткове руйнування будівельних конструкцій технічного поверху | |
| 42                      | 7 листопада 2024 ~05:00 (UTC+2)       | Солом'янський р-н, вул. Мокра, 9                                 | 50°25′47.8″ пн. ш. 30°29′19.9″ сх. д. / 50.429944° пн. ш. 30.488861° сх. д.                                                                             | Дрон-камікадзе | — | 1                           | Пожежа в клініці клітинної терапії на площі 20 м² | |
| 43                      | 7 листопада 2024 ~05:00 (UTC+2)       | Солом'янський р-н, вул. Волинська, 34/1                          | 50°25′17.8″ пн. ш. 30°26′39.7″ сх. д. / 50.421611° пн. ш. 30.444361° сх. д.                                                                             | Дрон-камікадзе | — | 1                           | Пожежа на складських будівлях Волинської оптової бази на площі 600 м² | |
| 44                      | 16 листопада 2024 01:19–04:06 (UTC+2) | Оболонський р-н, вул. Героїв Дніпра, 42                          | 50°31′19.1″ пн. ш. 30°30′35.0″ сх. д. / 50.521972° пн. ш. 30.509722° сх. д.                                                                             | Дрон-камікадзе | — | —                           | Пошкодження вікон та перил лоджії житлового будинку Т-1 | Destructions in Kyiv after Russian attack, 2024-11-16 (01).jpg                                             |
| 45                      | 17 листопада 2024 ~06:00 (UTC+2)      | Печерський р-н, вул. М. Бойчука, 18                              | 50°24′47.2″ пн. ш. 30°32′54.9″ сх. д. / 50.413111° пн. ш. 30.548583° сх. д.                                                                             | Крилата ракета | — | 2                           | Загорання покрівлі житлового будинку 1-438-9, часткове руйнування покрівлі та горищного перекриття (докладніше) | |
| 46                      | 27 листопада 2024 01:39–03:25 (UTC+2) | Дніпровський р-н, Венеційська протока                            | 50°26′50.5″ пн. ш. 30°34′13.0″ сх. д. / 50.447361° пн. ш. 30.570278° сх. д.                                                                             | Дрон-камікадзе | — | 2                           | Пошкодження плавучого будинку | |
| 47                      | 28 листопада 2024 ~07:50 (UTC+2)      | Дніпровський р-н, відкрита місцевість                            | | Ракета | — | —                           | — | |
| 47                      | 28 листопада 2024 ~07:50 (UTC+2)      | Дарницький р-н                                                   | | Ракета | — | —                           | Вибиті двері, вікна, пошкоджене лобове скло вантажного автомобіля та ворота промислового підприємства | |
| 48                      | 28 листопада 2024 ~23:20 (UTC+2)      | Дніпровський р-н, вул. Ентузіастів, 13-А                         | 50°26′18.2″ пн. ш. 30°36′12.4″ сх. д. / 50.438389° пн. ш. 30.603444° сх. д.                                                                             | Дрон-камікадзе | — | 2                           | Пошкодження скління вікон та фасадних частин (з займанням) Амбулаторії ЗПСМ № 2 КНП ЦПМСД «Русанівка» / Дитячої поліклініки мережі ПСЛ «Русанівка» та трьох багатоповерхових житлових будинків навколо, зламані дерева у дворі медзакладу (докладніше)                                                                               | |
| 49                      | 28 листопада 2024 ~23:20 (UTC+2)      | Святошинський р-н, об'єкт інфраструктури                         | | Дрон-камікадзе | — | —                           | — | |
| 49                      | 20 грудня 2024 ~07:10 (UTC+2)         | Голосіївський р-н, пров. Б. Шахліна                              | 50°25′36.6″ пн. ш. 30°30′51.6″ сх. д. / 50.426833° пн. ш. 30.514333° сх. д. 50°25′36.3″ пн. ш. 30°30′58.6″ сх. д. / 50.426750° пн. ш. 30.516278° сх. д. | Балістична ракета 9М723 (Х-47М2) «Кинджал» або з ОТРК «Іскандер-М»/KN-23 | 1 особа - 53-річний чоловік | 13                          | Руйнація на 15-му поверсі спільного українсько-канадського БФК «Торонто–Київ», вирва на дорожньому покритті, пошкоджено тепломагістраль, газову трубу з подальшою розгерметизацією, фасад будівель поряд, зокрема костела Святого Миколая, Управління «А» ЦСО СБУ, дипломатичний будинок тощо, загорілося 5 автомобілів (докладніше) | |
| 50                      | 20 грудня 2024 ~07:10 (UTC+2)         | Шевченківський р-н, вул. Ю. Іллєнка                              | | Балістична ракета | — | —                           | БЦ «Лук'янівський» | |
|                         | Усього за 2024                        | Майже 200 ударів (включаючи, масовані — 6, комбіновані — 14      | Майже 200 ударів (включаючи, масовані — 6, комбіновані — 14                                                                                             | Застосовано понад 1600 засобів ураження - БпЛА — 1300 - Крилаті ракети Х-101, Х-59, Х-69, «Іскандер-К» та «Калібр» — понад 200 - Гіперзвукова крилата ракета «Циркон» — 7 - Балістичні ракети «Іскандер-М»/KN-23 — 24 - Аеробалістичні ракети «Кинджал» — 22                                 | |                             | Пошкоджено майже 550 житлових будинків | Пошкоджено майже 550 житлових будинків                                                                     |

### 2025 рік
| Пн | Вт  | Ср  | Чт  | Пт  | Сб  | Нд |
| -- | --- | --- | --- | --- | --- | -- |
|    |     | 1²  | 2   | 3²  | 4   | 5  |
| 6  | 7   | 8   | 9   | 10¹ | 11  | 12 |
| 13 | 14  | 15  | 16⁵ | 17  | 18¹ | 19 |
| 20 | 21¹ | 22  | 23  | 24  | 25  | 26 |
| 27 | 28  | 29² | 30  | 31  |     |    |
|    |     |     |     |     |     |    |

| Пн  | Вт | Ср  | Чт | Пт | Сб | Нд  |
| --- | -- | --- | -- | -- | -- | --- |
|     |    |     |    |    | 1  | 2   |
| 3   | 4² | 5   | 6  | 7  | 8¹ | 9   |
| 10¹ | 11 | 12³ | 13 | 14 | 15 | 16  |
| 17¹ | 18 | 19¹ | 20 | 21 | 22 | 23⁴ |
| 24  | 25 | 26  | 27 | 28 |    |     |
|     |    |     |    |    |    |     |

| Пн | Вт  | Ср | Чт | Пт  | Сб  | Нд  |
| -- | --- | -- | -- | --- | --- | --- |
|    |     |    |    |     | 1   | 2   |
| 3  | 4   | 5  | 6  | 7   | 8   | 9   |
| 10 | 11  | 12 | 13 | 14  | 15  | 16  |
| 17 | 18¹ | 19 | 20 | 21¹ | 22² | 23⁶ |
| 24 | 25  | 26 | 27 | 28  | 29  | 30  |
| 31 |     |    |    |     |     |     |

| Пн | Вт  | Ср | Чт   | Пт | Сб  | Нд |
| -- | --- | -- | ---- | -- | --- | -- |
|    | 1   | 2  | 3    | 4  | 5²  | 6⁵ |
| 7  | 8   | 9  | 10²  | 11 | 12² | 13 |
| 14 | 15  | 16 | 17   | 18 | 19  | 20 |
| 21 | 22  | 23 | 24¹³ | 25 | 26  | 27 |
| 28 | 29¹ | 30 |      |    |     |    |
|    |     |    |      |    |     |    |

| Пн  | Вт | Ср | Чт  | Пт  | Сб   | Нд  |
| --- | -- | -- | --- | --- | ---- | --- |
|     |    |    | 1   | 2   | 3    | 4³  |
| 5   | 6  | 7⁷ | 8   | 9   | 10   | 11  |
| 12  | 13 | 14 | 15  | 16² | 17   | 18² |
| 19  | 20 | 21 | 22¹ | 23¹ | 24¹¹ | 25⁴ |
| 26³ | 27 | 28 | 29  | 30  | 31   |     |
|     |    |    |     |     |      |     |

| Пн   | Вт   | Ср | Чт | Пт  | Сб | Нд |
| ---- | ---- | -- | -- | --- | -- | -- |
|      |      |    |    |     |    | 1  |
| 2    | 3    | 4  | 5  | 6¹² | 7  | 8  |
| 9¹   | 10³⁷ | 11 | 12 | 13  | 14 | 15 |
| 16²  | 17²⁷ | 18 | 19 | 20  | 21 | 22 |
| 23¹⁵ | 24   | 25 | 26 | 27  | 28 | 29 |
| 30   |      |    |    |     |    |    |

| Пн   | Вт | Ср | Чт   | Пт  | Сб | Нд |
| ---- | -- | -- | ---- | --- | -- | -- |
|      | 1  | 2  | 3    | 4⁴¹ | 5  | 6  |
| 7³   | 8  | 9  | 10²² | 11  | 12 | 13 |
| 14   | 15 | 16 | 17   | 18¹ | 19 | 20 |
| 21¹³ | 22 | 23 | 24   | 25  | 26 | 27 |
| 28   | 29 | 30 | 31   |     |    |    |

| Пн | Вт | Ср | Чт | Пт | Сб | Нд |
| -- | -- | -- | -- | -- | -- | -- |
|    |    |    |    | 1  | 2  | 3  |
| 4  | 5  | 6  | 7  | 8  | 9  | 10 |
| 11 | 12 | 13 | 14 | 15 | 16 | 17 |
| 18 | 19 | 20 | 21 | 22 | 23 | 24 |
| 25 | 26 | 27 | 28 | 29 | 30 | 31 |

|    | Дата та час                                 | Місце атаки | Координати | Зброя                                                                       | Загиблі | Поранені                                                         | Матеріальні збитки | Фото наслідків                                                                                      |  |
| -- | ------------------------------------------- | --- | --- | --------------------------------------------------------------------------- | --- | ---------------------------------------------------------------- | --- | --------------------------------------------------------------------------------------------------- |  |
| 1  | 1 січня 2025 ~07:10 (UTC+2)                 | Печерський р-н, вул. Банкова, 1/вул. Інститутська, 10 | 50°26′47.9″ пн. ш. 30°31′50.3″ сх. д. / 50.446639° пн. ш. 30.530639° сх. д. | Дрон-камікадзе                                                              | 2 особи - Зима Ігор Григорович - Сокур Олеся Вадимівна | 4                                                                | Часткова руйнація з 6 по 4 поверхи шестиповерхового житлового будинку Раднаркому УРСР з подальшим загоранням квартир на 4 та 5 поверхах на площі 70 м² та покрівлі адмінбудівлі НБУ на площі 200 м², пошкоджено будинок КО НСПУ, приймальня ВРУ та дитячий садок № 87 | Destructions in Kyiv after Russian attack, 2025-01-01 (08).jpg                                      |  |
| 2  | 1 січня 2025 ~07:25 (UTC+2)                 | Святошинський р-н, вул. Академіка Корольова | 50°24′38.6″ пн. ш. 30°24′47.6″ сх. д. / 50.410722° пн. ш. 30.413222° сх. д. | Дрон-камікадзе                                                              | — | 2                                                                | Руйнування 2 гаражів з подальшим загорянням на площі 20 м². Пошкоджено багатоквартирний будинок, 6 легкових автомобілів, трамвай, трамвайну колію | |  |
| 3  | 10 січня 2025 ~02:09 (UTC+2)                | Солом'янський р-н, вул. Ушинського, 25-А | 50°25′31.2″ пн. ш. 30°26′36.5″ сх. д. / 50.425333° пн. ш. 30.443472° сх. д. | Дрон-камікадзе                                                              | — | —                                                                | Руйнування технічного поверху житлової 16-поверхівки, пошкодження скління вікон та шести автомобілів | |  |
| 4  | 18 січня 2025 ~05:50 (UTC+2)                | Шевченкіський р-н, вул. Ю. Іллєнка | 50°27′46.5″ пн. ш. 30°28′54.4″ сх. д. / 50.462917° пн. ш. 30.481778° сх. д. | Балістичні ракети з ОТРК «Іскандер-М»/KN-23                                 | 3 особи - Давидович Олексій, 1981 р. н. - Давидович Світлана, 1983 р. н. - Ковальчук Владислав, 1999 р. н. | 3                                                                | Частково зруйновано виробничу будівлю з подальшим загоранням на 3 поверсі, фастфуд «McDonald's», БЦ «Лук'янівський», ТЦ «Квадрат», магазин та 10 автомобілів. Пошкоджено водопровідну магістраль та наземний вестибюль станції метро «Лук'янівська»                   | |  |
| 5  | 29 січня 2025 ~05:30 (UTC+2)                | Дарницький р-н, вул. М. Хвильового | 50°24′36.7″ пн. ш. 30°41′38.7″ сх. д. / 50.410194° пн. ш. 30.694083° сх. д. | Дрон-камікадзе                                                              | — | —                                                                | Пошкоджено огорожу та будівлю прохідної електродепо «Харківське» | |  |
|    | Усього (за січень 2025)                     | 60 повітряних тривог тривалістю 53 год 6 хв. 14 локацій - Дарницький район — 3; - Голосіївський, Деснянський, Печерський та Солом'янський райони — по 2; - Дніпровський, Святошинський та Шевченківський райони — по 1 | 60 повітряних тривог тривалістю 53 год 6 хв. 14 локацій - Дарницький район — 3; - Голосіївський, Деснянський, Печерський та Солом'янський райони — по 2; - Дніпровський, Святошинський та Шевченківський райони — по 1            | - Атаки: - БпЛА — 13 - Ракетні — 1                                          | 5 осіб | 7 осіб травмовано                                                | | |  |
| 6  | 12 лютого 2025 ~04:30 (UTC+2)               | Оболонський р-н, пров. Куренівський, 12 | 50°29′26.8″ пн. ш. 30°28′25.4″ сх. д. / 50.490778° пн. ш. 30.473722° сх. д. 50°29′27.4″ пн. ш. 30°28′33.6″ сх. д. / 50.490944° пн. ш. 30.476000° сх. д.                                                                           | Балістична ракета з ОТРК «Іскандер-М» (або С-400)                           | 1 особа - чоловік 1985 р. н. | 4                                                                | Руйнування у двох офісних будівлях та котельні БЦ «Кінетік» мережі «Forum Group», ньюзрумів телеканалів «FreeДОМ» та «Дім» | |  |
| 7  | 12 лютого 2025 ~04:30 (UTC+2)               | Святошинський р-н, вул. Стеценка, 75-В | 50°29′46.4″ пн. ш. 30°22′07.9″ сх. д. / 50.496222° пн. ш. 30.368861° сх. д. | Уламки балістичної ракети                                                   | — | —                                                                | Загорання на даху дев'ятиповерхівки у ЖК «Welcome Home» | |  |
|    | Усього (за три роки)                        | 1539 повітряних тривог | 1539 повітряних тривог | 1539 повітряних тривог                                                      | 210 осіб (у т.ч. 11 дітей) | 1324 особи (у т.ч. 101 дитина)                                   | Пошкоджено 1239 житлових будинків, 194 заклади освіти, 41 — охорони здоров'я, 17 — соціальної сфери | Пошкоджено 1239 житлових будинків, 194 заклади освіти, 41 — охорони здоров'я, 17 — соціальної сфери |  |
|    | Усього (за лютий 2025)                      | 42 повітряні тривоги тривалістю 121 год 30 хв. Локації: - Голосіївський, Дарницький, Деснянський, Дніпровський, Оболонський, Печерський, Святошинський та Солом'янський райони                                         | 42 повітряні тривоги тривалістю 121 год 30 хв. Локації: - Голосіївський, Дарницький, Деснянський, Дніпровський, Оболонський, Печерський, Святошинський та Солом'янський райони                                                    | - Атаки: - БпЛА — 18 - Ракетні — 1                                          | 1 особа | 6 осіб                                                           | Пошкоджено 28 будівель та 29 автомобілів | Пошкоджено 28 будівель та 29 автомобілів                                                            |  |
| 8  | 18 березня 2025 ~09:00 (UTC+2)              | Деснянський р-н, вул. Путивльська, 35 | 50°28′25.4″ пн. ш. 30°40′11.8″ сх. д. / 50.473722° пн. ш. 30.669944° сх. д. | Дрон-камікадзе                                                              | — | —                                                                | Уламки на відкритій території спеціалізованої школи І-ІІІ ступенів № 23, з поглибленим вивченням англійської мови | |  |
| 9  | 21 березня 2025 ~22:00 (UTC+2)              | Подільський р-н, вул. Гончарна, 16 | 50°27′27.7″ пн. ш. 30°30′46.9″ сх. д. / 50.457694° пн. ш. 30.513028° сх. д. | Дрон-камікадзе                                                              | — | —                                                                | Загоряння на останньому та мансардному поверхах житлової триповерхівки на площі 100 м² | |  |
| 10 | 22 березня 2025 ~21:00 (UTC+2)              | Подільський р-н, вул. С. Данченка, 5 | 50°29′58.0″ пн. ш. 30°25′39.5″ сх. д. / 50.499444° пн. ш. 30.427639° сх. д. | Дрон-камікадзе                                                              | — | —                                                                | Пожежа на площі 20 м² на 20-му поверсі ЖК «Крістер град» | Destructions in Kyiv after Russian attack, 2025-03-22 (01).jpg                                      |  |
| 11 | 23 березня 2025 ~00:00 (UTC+2)              | Голосіївський р-н, вул. Деревообробна, 7 | 50°24′19.6″ пн. ш. 30°34′37.4″ сх. д. / 50.405444° пн. ш. 30.577056° сх. д. | Дрон-камікадзе                                                              | 2 особи (з них 1 дитина) - 5-річна Гаранська Ніколь - 35-річний Гаранський Олександр | 1                                                                | Пожежа у 4-поверховій офісно-складській будівлі інтернет-видання «Обозреватель» на площі 2000 м², у побутівці при церкві ХВЄ «Емануїл» та вантажівках на площі 60 м²                                                                                                  | |  |
| 12 | 23 березня 2025 ~00:19 (UTC+2)              | Дніпровський р-н, просп. П. Тичини, 3 | 50°25′42.2″ пн. ш. 30°35′52.6″ сх. д. / 50.428389° пн. ш. 30.597944° сх. д. | Дрон-камікадзе                                                              | 1 особа - 80-річна Людмила Михайлівна | 9                                                                | Пожежа на площі 100 м² на останньому, 9-му поверсі та покрівлі житлового будинку 1-КГ-480-26 | |  |
|    | Усього (за березень 2025)                   | 35 повітряних тривог тривалістю 65 год 11 хв. Локації: - Голосіївський, Деснянський, Дніпровський, Оболонський, Подільський, Святошинський та Шевченкіський райони                                                     | 35 повітряних тривог тривалістю 65 год 11 хв. Локації: - Голосіївський, Деснянський, Дніпровський, Оболонський, Подільський, Святошинський та Шевченкіський райони                                                                | Атаки БпЛА — 11                                                             | 3 особи | 10 осіб                                                          | Пошкоджено 8 будівель та 6 автівок | Пошкоджено 8 будівель та 6 автівок                                                                  |  |
| 13 | 6 квітня 2025 ~05:00 (UTC+3)                | Оболонський р-н, просп. С. Бандери, 9 | 50°29′23.5″ пн. ш. 30°28′30″ сх. д. / 50.489861° пн. ш. 30.47500° сх. д. | Дрони-камікадзе та ракети                                                   | — | —                                                                | Часткове руйнування 3-х останніх поверхів бізнес-центру «Grey Plaza» | |  |
| 14 | 6 квітня 2025 ~05:00 (UTC+3)                | Оболонський р-н, вул. Ливарська, 7 | 50°29′29.7″ пн. ш. 30°28′36.1″ сх. д. / 50.491583° пн. ш. 30.476694° сх. д. | Дрони-камікадзе та ракети                                                   | — | —                                                                | Пожежа у меблевому цеху та складській будівлі на площі 1500 м² | |  |
| 15 | 6 квітня 2025 ~05:00 (UTC+3)                | Дарницький р-н, вул. Зрошувальна, 5 | 50°25′58.4″ пн. ш. 30°40′27.5″ сх. д. / 50.432889° пн. ш. 30.674306° сх. д. | Дрони-камікадзе та ракети                                                   | 1 особа - чоловік | 3                                                                | Руйнування та пожежа у нежитловій будівлі, займання трьох поруч припаркованих автомобілів | |  |
| 16 | 10 квітня 2025 ~00:00 (UTC+3)               | Дарницький р-н | | Дрон-камікадзе                                                              | — | 4                                                                | Руйнування господарчої споруди з подальшим загоранням, пошкодження фасадів садибних житлових будинків та автівок поруч | |  |
| 17 | 12 квітня 2025 ~04:30 (UTC+3)               | Святошинський р-н, вул. Гетьмана К. Розумовського, 27 | 50°28′03.9″ пн. ш. 30°22′34.3″ сх. д. / 50.467750° пн. ш. 30.376194° сх. д. | Дрон-камікадзе                                                              | — | 3                                                                | 1) Загоряння в складській одноповерховій будівлі на площі 1500 м²; 2) Пожежа у двох складських будівлях на площі 1000 та 150 м² з частковою руйнацією | |  |
| 18 | 24 квітня 2025 ~01:00 (UTC+3)               | Святошинський р-н, пров. Кременецький, 5 | 50°27′37.3″ пн. ш. 30°22′53.0″ сх. д. / 50.460361° пн. ш. 30.381389° сх. д. | Балістична ракета KN-23                                                     | 13 осіб (з них 1 дитина) - Божок (Карпенко) Дарина (27 років) - Козлов Микита Ярославович (21 рік) - Козлова Софія Ярославівна (19 років) - Лунівна Олена (84 роки) - Майсюра Олександр Вікторович, 1976 р. н. - Худей Вікторія - Худей Данило Олегович (17 років) - Худей Олег - Шурхай Віталій (33 роки) - 45-річний чоловік | 87                                                               | Зруйновано двоповерховий житловий будинок «сталінка», пошкоджено сусідні споруди (докладніше) | |  |
| 19 | 24 квітня 2025 ~01:00 (UTC+3)               | Святошинський р-н, вул. Дружківська | 50°27′03.4″ пн. ш. 30°24′20.6″ сх. д. / 50.450944° пн. ш. 30.405722° сх. д. | Дрони-камікадзе та ракети                                                   | — | —                                                                | Руйнування в гаражному кооперативі «Станок» (докладніше) | |  |
| 20 | 24 квітня 2025 ~01:00 (UTC+3)               | Голосіївський р-н, вул. Моторна | 50°22′48.7″ пн. ш. 30°32′19.4″ сх. д. / 50.380194° пн. ш. 30.538722° сх. д. | Дрони-камікадзе та ракети                                                   | — | —                                                                | Руйнування в ГБК «Волна» (докладніше) | |  |
| 21 | 24 квітня 2025 ~01:00 (UTC+3)               | Шевченкіський р-н, вул. Ю. Іллєнка | | Балістична ракета                                                           | — | —                                                                | Пошкоджено наземний вестибюль станції метро «Лук'янівська» (докладніше) | |  |
| 22 | 24 квітня 2025 ~01:00 (UTC+3)               | Шевченкіський р-н, просп. Берестейський | | Балістична ракета                                                           | — | —                                                                | Пошкодження скління вікон Палацу урочистих подій (докладніше) | |  |
| 23 | 29 квітня 2025 ~01:00 (UTC+3)               | Деснянський р-н | | Дрон-камікадзе                                                              | — | 1                                                                | Частково зруйновано будівлі бази відпочинку з подальшим загоранням | |  |
|    | Усього (за квітень 2025)                    | 46 повітряних тривог тривалістю 43 год 39 хв. Локації: - Голосіївський, Дарницький, Деснянський, Оболонський, Святошинський, Солом'янський та Шевченкіський райони                                                     | 46 повітряних тривог тривалістю 43 год 39 хв. Локації: - Голосіївський, Дарницький, Деснянський, Оболонський, Святошинський, Солом'янський та Шевченкіський райони                                                                | Атаки: ракетні та БпЛА                                                      | 14 осіб | 98 осіб                                                          | Пошкоджено 245 будівель та 108 автомобілів | Пошкоджено 245 будівель та 108 автомобілів                                                          |  |
| 24 | 4 травня 2025 ~00:30 (UTC+3)                | Оболонський р-н, просп. Оболонський, 21-Б | 50°30′57.5″ пн. ш. 30°29′52.8″ сх. д. / 50.515972° пн. ш. 30.498000° сх. д.50°30′55.3″ пн. ш. 30°29′59.6″ сх. д. / 50.515361° пн. ш. 30.499889° сх. д.50°30′57.1″ пн. ш. 30°29′38.5″ сх. д. / 50.515861° пн. ш. 30.494028° сх. д. | Дрон-камікадзе                                                              | — | 11                                                               | Займання на верхніх поверхах багатоповерхівки 111-96 з розповсюдженням на покрівлю, понівечено 12 автівок, пошкоджено 18 будівель, у т.ч. 14 житлових, 2 дитсадки та ТРЦ «Dream» блок «Berry»                                                                         | |  |
| 25 | 4 травня 2025 ~00:30 (UTC+3)                | Святошинський р-н, вул. Гапоненка | 50°27′48.4″ пн. ш. 30°23′04.5″ сх. д. / 50.463444° пн. ш. 30.384583° сх. д. | Дрон-камікадзе                                                              | — | 11                                                               | Пожежа у трьох приватних садибах | |  |
| 26 | 7 травня 2025 ~04:30 (UTC+3)                | Шевченкіський р-н, вул. Табірна, 46/48 | 50°27′33.7″ пн. ш. 30°25′20.1″ сх. д. / 50.459361° пн. ш. 30.422250° сх. д. | Дрон-камікадзе                                                              | 2 особи - Кобрин Павло, 1997 р. н. - Кобрина Тетяна, 1960 р. н. | 8                                                                | Пошкожено житловий будинок 1-438-5 з подальшим загоранням на 3-му та 5-му поверхах | |  |
| 27 | 7 травня 2025 ~04:30 (UTC+3)                | Святошинський р-н, вул. Симиренка, 14/9 | 50°24′45.8″ пн. ш. 30°23′42.1″ сх. д. / 50.412722° пн. ш. 30.395028° сх. д. | Дрон-камікадзе                                                              | — | 8                                                                | Пошкожено житловий будинок 1-464А-51, з загоранням на чотирьох верхніх поверхах | |  |
| 28 | 7 травня 2025 ~04:30 (UTC+3)                | Дніпровський р-н, вул. Дніпровська набережна, 1-А | 50°25′43.5″ пн. ш. 30°35′40.5″ сх. д. / 50.428750° пн. ш. 30.594583° сх. д. | Дрон-камікадзе                                                              | — | —                                                                | Часткове руйнування парапету загального балкону на рівні 29–30 поверхів ЖК «Silver Breeze» | |  |
| 29 | 24 травня 2025 ~01:00 (UTC+3)               | Оболонський р-н, вул. Героїв Дніпра, 42-Б | 50°31′14.4″ пн. ш. 30°30′36.6″ сх. д. / 50.520667° пн. ш. 30.510167° сх. д. | Дрон-камікадзе                                                              | — | 14                                                               | Пожежа на 3–6 поверхах 9-поверхівки 111-96, пошкоджено балкони, скління вікон та 10 авто | |  |
| 30 | 24 травня 2025 ~01:00 (UTC+3)               | Солом'янський р-н, вул. Метробудівська, 18 | 50°26′17.4″ пн. ш. 30°24′48.0″ сх. д. / 50.438167° пн. ш. 30.413333° сх. д. | Дрон-камікадзе                                                              | — | 14                                                               | Загоряння на 4–5 поверхах житлової п'ятиповерхівки | |  |
| 31 | 24 травня 2025 ~01:00 (UTC+3)               | Оболонський р-н, просп. С. Бандери, 36 | 50°29′14.3″ пн. ш. 30°31′17.8″ сх. д. / 50.487306° пн. ш. 30.521611° сх. д. | Дрон-камікадзе                                                              | — | —                                                                | Пошкодження скляного куполу ТРЦ «Blockbuster Mall» | |  |
| 32 | 25 травня 2025 ~01:00 (UTC+3)               | Голосіївський р-н, вул. Ю. Здановської, 61 | 50°23′14.9″ пн. ш. 30°28′20.7″ сх. д. / 50.387472° пн. ш. 30.472417° сх. д. | Дрон-камікадзе                                                              | — | 4                                                                | Пошкодження гуртожитку № 7 КНУ ім. Тараса Шевченка, розгерметизація газової труби (докладніше) | |  |
| 33 | 25 травня 2025 ~01:00 (UTC+3)               | Дніпровський р-н | | Дрон-камікадзе                                                              | — | 1                                                                | Пошкоджено 2-поверховий садибний будинок (докладніше) | |  |
| 34 | 25 травня 2025 ~02:00 (UTC+3)               | Шевченкіський р-н, вул. Білоруська, 31 | 50°27′45.2″ пн. ш. 30°28′42.3″ сх. д. / 50.462556° пн. ш. 30.478417° сх. д. | Дрон-камікадзе                                                              | — | 6                                                                | Пошкоджено житлову багатоповерхівку та Київський коледж мистецтв та дизайну (докладніше) | |  |
|    | Усього (за травень 2025)                    | 38 повітряних тривог тривалістю 53 год 36 хв. | 38 повітряних тривог тривалістю 53 год 36 хв. | Атаки: ракетні та БпЛА                                                      | 2 особи | 44 особи                                                         | | |  |
|    | Усього (24.02.2022–червень 2025)            | | |                                                                             | 228 осіб (у т.ч. 13 дітей) | 743 особи (у т.ч. 115 дітей)                                     | Пошкоджено 1492 багатоквартирні будинки та 10 знищено | Пошкоджено 1492 багатоквартирні будинки та 10 знищено                                               |  |
| 35 | 6 червня 2025 00:44–04:52 (UTC+3)           | Голосіївський р-н, вул. Покільська, 4 | 50°23′11.6″ пн. ш. 30°33′59.7″ сх. д. / 50.386556° пн. ш. 30.566583° сх. д. | Дрон-камікадзе                                                              | — | 32                                                               | Пожежа в ГБК «Печерський» | |  |
| 36 | 6 червня 2025 00:44–04:52 (UTC+3)           | Дніпровський р-н, просп. Броварськи | 50°27′14.7″ пн. ш. 30°36′21.3″ сх. д. / 50.454083° пн. ш. 30.605917° сх. д. | Дрон-камікадзе                                                              | — | 32                                                               | Пошкоджена колія та кабелі на перегоні метрополітену між станціями «Дарниця» та «Лівобережна» (червона лінія) | |  |
| 37 | 6 червня 2025 00:44–04:52 (UTC+3)           | Солом'янський р-н, вул. Освіти, 14-А | 50°25′27.0″ пн. ш. 30°27′59.0″ сх. д. / 50.424167° пн. ш. 30.466389° сх. д. | Дрон-камікадзе                                                              | — | 32                                                               | Загоряння на 11-му поверсі 16-поверхового житлового будинку, пошкодження бібліотеки ім. Сковороди | |  |
| 38 | 6 червня 2025 ~04:30 (UTC+3)                | Солом'янський р-н, вул. В. Гетьмана, 2-А | 50°27′07.8″ пн. ш. 30°26′39.6″ сх. д. / 50.452167° пн. ш. 30.444333° сх. д. | Повторний удар дрона-камікадзе                                              | 3 пожежні-рятувальники - Єзгор Павло Іванович - Ременний Андрій Дмитрович - Скадін Данило Ігорович | 32                                                               | Зруйновано історичний будинок Якова Гретера | |  |
| 39 | 10 червня 2025 00:02–05:09 (UTC+3)          | Голосіївський р-н, вул. Короленківська, 4 | 50°25′57.4″ пн. ш. 30°30′23.2″ сх. д. / 50.432611° пн. ш. 30.506444° сх. д. | Дрон-камікадзе                                                              | — | 4                                                                | Пошкоджено БЦ «Gradient» | |  |
| 40 | 10 червня 2025 00:02–05:09 (UTC+3)          | Дарницький р-н, вул. Зрошувальна, 12 | 50°26′33.8″ пн. ш. 30°40′40.7″ сх. д. / 50.442722° пн. ш. 30.677972° сх. д. | Дрон-камікадзе                                                              | — | 4                                                                | Пошкоджено залізничне полотно та садибний будинок | |  |
| 41 | 10 червня 2025 00:02–05:09 (UTC+3)          | Дарницький р-н, вул. Поліська, 6 | 50°25′18.7″ пн. ш. 30°41′20.8″ сх. д. / 50.421861° пн. ш. 30.689111° сх. д. | Дрон-камікадзе                                                              | — | 4                                                                | Пошкоджено двоповерховий житловий будинок | |  |
| 42 | 10 червня 2025 00:02–05:09 (UTC+3)          | Оболонський р-н, пров. Балтійський, 3 | 50°29′50.0″ пн. ш. 30°28′04.4″ сх. д. / 50.497222° пн. ш. 30.467889° сх. д. | Дрон-камікадзе                                                              | — | 4                                                                | Пошкодження нижніх поверхів ЖК «Навігатор» | |  |
| 43 | 10 червня 2025 00:02–05:09 (UTC+3)          | Оболонський р-н, вул. Марка Вовчка, 8 | 50°29′44.4″ пн. ш. 30°28′15.2″ сх. д. / 50.495667° пн. ш. 30.470889° сх. д.50°29′42.6″ пн. ш. 30°28′16.2″ сх. д. / 50.495167° пн. ш. 30.471167° сх. д.50°29′43.2″ пн. ш. 30°28′11.2″ сх. д. / 50.495333° пн. ш. 30.469778° сх. д. | Дрон-камікадзе                                                              | 1 особа - 72-річна жінка | 4                                                                | Пошкоджено історичну садибу другої половини XIX – початку XX століття, знищено склади та СТО | |  |
| 44 | 10 червня 2025 00:02–05:09 (UTC+3)          | Оболонський р-н, пров. Куренівський, 4 | 50°29′33.1″ пн. ш. 30°28′22.1″ сх. д. / 50.492528° пн. ш. 30.472806° сх. д. | Дрон-камікадзе                                                              | — | 4                                                                | Пошкоджені приміщення і техніка «Київавтодору» та склад-магазин | |  |
| 45 | 10 червня 2025 00:02–05:09 (UTC+3)          | Оболонський р-н, пров. Куренівський, 17 | 50°29′31.7″ пн. ш. 30°28′28.1″ сх. д. / 50.492139° пн. ш. 30.474472° сх. д.50°29′28.2″ пн. ш. 30°28′30.6″ сх. д. / 50.491167° пн. ш. 30.475167° сх. д.                                                                            | Дрон-камікадзе                                                              | — | 4                                                                | Руйнування на території колишнього заводу «Полімер» | |  |
| 46 | 10 червня 2025 00:02–05:09 (UTC+3)          | Подільський р-н, вул. Кирилівська, 103 | 50°28′58.6″ пн. ш. 30°28′27.2″ сх. д. / 50.482944° пн. ш. 30.474222° сх. д. | Дрон-камікадзе                                                              | — | 4                                                                | Пошкоджено стадіон «Спартак» | |  |
| 47 | 10 червня 2025 00:02–05:09 (UTC+3)          | Солом'янський р-н, вул. Митрополита В. Липківського, 26 | 50°26′00.6″ пн. ш. 30°28′53.1″ сх. д. / 50.433500° пн. ш. 30.481417° сх. д. | Дрон-камікадзе                                                              | — | 4                                                                | Пошкоджено дах житлової 16-поверхівки БПС-6 | |  |
| 48 | 10 червня 2025 00:02–05:09 (UTC+3)          | Шевченкіський р-н, вул. Глибочицька, 4 | 50°27′37.5″ пн. ш. 30°29′13.2″ сх. д. / 50.460417° пн. ш. 30.487000° сх. д. | Дрон-камікадзе                                                              | — | 4                                                                | Пожежа в БЦ «Артем» | |  |
| 49 | 10 червня 2025 00:02–05:09 (UTC+3)          | Шевченкіський р-н, вул. Ю. Іллєнка, 1 | 50°27′41.8″ пн. ш. 30°28′58.7″ сх. д. / 50.461611° пн. ш. 30.482972° сх. д. | Дрон-камікадзе                                                              | — | 4                                                                | Пошкоджено Лук'янівський ринок | |  |
| 50 | 16 червня 2025 23:14–03:06 (UTC+3)          | Дарницький р-н | | Дрон-камікадзе                                                              | — | 1                                                                | Пошкоджено торговельні павільйони | |  |
| 51 | 16 червня 2025 23:14–03:06 (UTC+3)          | Дніпровський р-н, Садове товариство «Русанівські сади» | | Дрон-камікадзе                                                              | — | 1                                                                | Пошкоджено садові будинки | |  |
| 52 | 17 червня 2025 ~05:00 (UTC+3)               | Дарницький р-н, вул. О. Пчілки, 2 | 50°24′57.1″ пн. ш. 30°37′31.9″ сх. д. / 50.415861° пн. ш. 30.625528° сх. д. | Дрон-камікадзе                                                              | Щонайменше 3 з 28 осіб | 142                                                              | Пошкодження на рівні 11–17 поверхів 22-поверхового житлового будинку | Destructions in Kyiv after Russian attack, 2025-06-17 (90).jpg                                      |  |
| 53 | 17 червня 2025 21:06–06:06 (UTC+3)          | Дарницький р-н, сквер ім. П. Горянського | 50°25′46.2″ пн. ш. 30°39′39.7″ сх. д. / 50.429500° пн. ш. 30.661028° сх. д. | Крилата ракета Х-101                                                        | Щонайменше 3 з 28 осіб | 142                                                              | Вибиті вікна в будівлях навколо, у т.ч. в храмі Святої великомучениці Катерини ПЦУ | |  |
| 54 | 17 червня 2025 21:06–06:06 (UTC+3)          | Солом'янський р-н, б-р В. Гавела, 31 | #invoke:Coordinates | Крилата ракета Х-101                                                        | 23 з 28 осіб Шаблон:Bulleted list | 142                                                              | Зруйновано секцію житлового будинку 1-464 | #invoke:photo montage                                                                               |  |
| 55 | Шаблон:Dts 21:06–06:06 (UTC+3)              | Солом'янський р-н, б-р В. Гавела, 45 | Шаблон:Coord | Дрон-камікадзе                                                              | Шаблон:Sdash | 142                                                              | Пошкоджено 5-поверховий житловий будинок 1-438-6 з руйнуванням даху та перекриттів | |  |
| 56 | Шаблон:Dts 21:06–06:06 (UTC+3)              | Солом'янський р-н, б-р В. Гавела, 87 | Шаблон:Coord | Крилата ракета Х-101                                                        | Шаблон:Sdash | 142                                                              | Загоряння на 3–5 поверхах житлової п'ятиповерхівки 1-438-5, пошкоджено скління та зовнішнього оздоблення в 5-ти сусідніх будинках, у т.ч. Київському спортивному ліцеї                                                                                                | Шаблон:Photomontage                                                                                 |  |
| 57 | Шаблон:Dts 21:06–06:06 (UTC+3)              | Солом'янський р-н, вул. М. Голего, 7-А | Шаблон:Coord | Дрон-камікадзе                                                              | Шаблон:Sdash | 142                                                              | Пошкоджено 4–5 поверхи гуртожитку № 10 КАІ, ще три (№№ 11–13) постраждали від вибухової хвилі | |  |
| 58 | Шаблон:Dts 21:06–06:06 (UTC+3)              | Шевченківський р-н, вул. Салютна, 1-А | Шаблон:Coord | Крилата ракета Х-101                                                        | Шаблон:Sdash | 142                                                              | Пошкоджено гуртожиток № 3 НУОЗ України ім. П. Л. Шупика та скління вікон у п'яти сусідніх будинках | |  |
| 59 | Шаблон:Dts 21:06–06:06 (UTC+3)              | Шевченківський р-н, вул. Я. Корчака, 25 | Шаблон:Coord | Крилата ракета Х-69, на території біля будинку виявлено її касетні елементи | Шаблон:Sdash | 142                                                              | Часткова руйнація 10–12 поверхів 15-поверхового житлового будинку з подальшим загоранням квартир | |  |
| 60 | Шаблон:Dts 23:53–03:35 (UTC+3)              | Святошинський р-н, пл. Чорнобаївська | Шаблон:Coord | Дрон-камікадзе                                                              | Шаблон:Sdash | 38                                                               | Знищений павільйон зупинки станції метро «Святошин» | |  |
| 61 | Шаблон:Dts 23:53–03:35 (UTC+3)              | Солом'янський р-н, вул. Польова, 24 | Шаблон:Coord | Дрон-камікадзе                                                              | Шаблон:Sdash | 38                                                               | Пошкоджено бізнес-центр та спорткомплекс (№ 24) КПІ ім. Ігоря Сікорського | |  |
| 62 | Шаблон:Dts 23:53–03:35 (UTC+3)              | Солом'янський р-н/Шевченкіський р-н, просп. Берестейський | Шаблон:Coord | Дрон-камікадзе                                                              | Шаблон:Sdash | 38                                                               | Постраждали КНЕУ та складські будівлі ПКМЗ | |  |
| 63 | Шаблон:Dts 23:53–03:35 (UTC+3)              | Шевченкіський р-н, вул. І. Виговського, 3 | Шаблон:Coord | Дрон-камікадзе                                                              | Шаблон:Sdash | 38                                                               | Займання автівок, пошкодження офісної будівлі та автомийки | Шаблон:CSS image crop                                                                               |  |
| 64 | Шаблон:Dts ~04:00 (UTC+3)                   | Шевченкіський р-н, вул. І. Гонти, 5 | Шаблон:Coord | Балістична ракета «Іскандер-М»/KN-23 з фугасно-осколковою бойовою частиною  | 9 осіб (з них 1 дитина) Шаблон:Bulleted list | 38                                                               | Зруйновано секцію житлового будинку 1-480-15вк | |  |
|    | Усього Шаблон:Small                         | 34 повітряні тривоги тривалістю 67 год 54 хв. | 34 повітряні тривоги тривалістю 67 год 54 хв. | Атаки: ракетні та БпЛА                                                      | 41 особа | 218 осіб                                                         | | |  |
| 65 | Шаблон:Dts 20:00–04:50 (UTC+3)              | Святошинський р-н, вул. Жмеринська | Шаблон:Coord | Ракета або дрон-камікадзе                                                   | Шаблон:Sdash | 32                                                               | Зруйновано промислові будівлі | |  |
| 66 | Шаблон:Dts 20:00–04:50 (UTC+3)              | Святошинський р-н, просп. Л. Курбаса, 3-А | Шаблон:Coord | Дрон-камікадзе                                                              | Шаблон:Sdash | 32                                                               | Пошкоджено 2-й та 3-й поверхи 14-поверхового житлового будинку «Вежа Вулиха» | |  |
| 67 | Шаблон:Dts 20:00–08:43 (UTC+3)              | Святошинський р-н, вул. Пшенична, 2 | Шаблон:Coord | Ракета                                                                      | Щонайменше 1 з 3 осіб Шаблон:Bulleted list Двоє осіб із невідомих локацій померли в лікарні | 32                                                               | Руйнування та займання складських будівель, пошкоджено ДПРЧ-18 | Шаблон:Photomontage                                                                                 |  |
| 68 | Шаблон:Dts 20:00–08:43 (UTC+3)              | Солом'янський р-н, просп. Відрадний, 36-В | Шаблон:Coord | Уламки ракети                                                               | Шаблон:Sdash | 32                                                               | Пошкоджено ліцей № 22 та автомобілі | |  |
| 69 | Шаблон:Dts 20:00–08:43 (UTC+3)              | Солом'янський р-н, просп. Відрадний, 40 | Шаблон:Coord | Уламки ракети                                                               | Шаблон:Sdash | 32                                                               | Пошкоджено житловий будинок 1-480-15кпм | |  |
| 70 | Шаблон:Dts 20:00–08:43 (UTC+3)              | Солом'янський р-н | | Ракета або дрон-камікадзе                                                   | Шаблон:Sdash | 32                                                               | Пошкодження колії на перегоні кільцевої електрички між зупинками «Караваєві Дачі» та «Київ-Волинський», пожежі в промзоні поруч | |  |
| 71 | Шаблон:Dts 20:00–08:43 (UTC+3)              | Шевченкіський р-н, вул. Дегтярівська, 25-А | Шаблон:Coord | Дрон-камікадзе                                                              | Шаблон:Sdash | 32                                                               | Пошкоджено житловий будинок ЖК «Poetica» | |  |
| 72 | Шаблон:Dts 20:00–08:43 (UTC+3)              | Шевченкіський р-н, вул. Салютна, 2 | Шаблон:Coord | Дрон-камікадзе                                                              | Шаблон:Sdash | 32                                                               | Пошкоджено житловий будинок ЖК «Файна Таун» | |  |
| 73 | Шаблон:Dts ~02:00 (UTC+3)                   | Солом'янський р-н, вул. І. Федорова | Шаблон:Coord | Дрон-камікадзе                                                              | Шаблон:Sdash | Шаблон:Sdash                                                     | Пошкоджено наземну тепломережу та автівки | |  |
| 74 | Шаблон:Dts 01:02–05:11 (UTC+3)              | Голосіївський р-н, вул. Академіка Заболотного | Шаблон:Coord | Дрон-камікадзе                                                              | Шаблон:Sdash | Шаблон:Sdash                                                     | Пошкоджено огорожу Олімпійської кінно-спортивної бази «Динамо» та сідловий автопоїзд | |  |
| 75 | Шаблон:Dts 01:02–05:11 (UTC+3)              | Подільський р-н, вул. Електриків | | Ракета або дрон-камікадзе                                                   | 2 особи Шаблон:Bulleted list | 28                                                               | Зруйновано амбулаторію (ймовірно № 3) КНП «ЦПМСД № 1» Подільського району, пошкоджено офіс «5 каналу» | |  |
| 76 | Шаблон:Dts 01:02–05:11 (UTC+3)              | Солом'янський р-н, вул. О. Тихого | Шаблон:Coord | Ракета або дрон-камікадзе                                                   | Шаблон:Sdash | 28                                                               | Пожежі в адміністративних та складських будівлях | |  |
| 77 | Шаблон:Dts 01:02–05:11 (UTC+3)              | Шевченкіський р-н, просп. Берестейський | Шаблон:Coord | Дрон-камікадзе                                                              | Шаблон:Sdash | 28                                                               | Шаблон:Sdash | Пошкоджене дорожнє покриття                                                                         |  |
| 77 | Шаблон:Dts ~02:30 (UTC+3)                   | Шевченкіський р-н, вул. Деревлянська, 14 | Шаблон:Coord | Дрон-камікадзе                                                              | Шаблон:Sdash | 28                                                               | Пожежа у житловому будинку 1-480-15кпм | |  |
| 78 | Шаблон:Dts ~02:30 (UTC+3)                   | Шевченкіський р-н, вул. Павлівська, 18 | Шаблон:Coord | Дрон-камікадзе                                                              | Шаблон:Sdash | 28                                                               | Пошкодження 9 та 10–18 поверхових житлових будинків, ліцею № 38 | |  |
| 79 | Шаблон:Dts ~02:30 (UTC+3)                   | Шевченкіський р-н, вул. Січових Стрільців, 70 | Шаблон:Coord | Дрон-камікадзе                                                              | Шаблон:Sdash | 28                                                               | Пошкодження та займання на верхньому поверсі житлової 9-поверхівки | |  |
| 80 | Шаблон:Dts ~02:30 (UTC+3)                   | Шевченкіський р-н, перетин вул. Білоруської та вул. Дегтярівської | Шаблон:Coord | Дрон-камікадзе                                                              | Шаблон:Sdash | Пошкоджено дорожнє покриття, трамвайну колію та прилеглі будівлі | | |  |
| 81 | Шаблон:Dts 22:57–07:00 (UTC+3)              | Дарницький р-н, вул. Бориспільська | Шаблон:Coord | Дрон-камікадзе                                                              | Шаблон:Sdash | 9                                                                | Пошкоджений дах нежитлової будівлі, пожежа у Велмарті | |  |
| 82 | Шаблон:Dts 22:57–07:00 (UTC+3)              | Дарницький р-н, вул. Ю. Литвинського, 21 | Шаблон:Coord | Дрон-камікадзе                                                              | Шаблон:Sdash | 9                                                                | Пошкоджено дитячий садок № 706 | |  |
| 83 | Шаблон:Dts 22:57–07:00 (UTC+3)              | Дніпровський р-н, просп. Броварський | Шаблон:Coord | Дрон-камікадзе                                                              | Шаблон:Sdash | 9                                                                | Пожежа в торгових павільйонах | |  |
| 84 | Шаблон:Dts 22:57–07:00 (UTC+3)              | Оболонський р-н, вул. Луківська | Шаблон:Coord | Уламок крилатої ракети Х-69                                                 | Шаблон:Sdash | 9                                                                | Виявлено нездетоновану бойову частину ракети у ЖК «Італійський квартал» | |  |
| 85 | Шаблон:Dts 22:57–07:00 (UTC+3)              | Святошинський р-н, вул. Ґалаґанівська | Шаблон:Coord |                                                                             | Шаблон:Sdash | 9                                                                | Руйнування в ГБК «Веркон-Авто» | |  |
| 86 | Шаблон:Dts 22:57–07:00 (UTC+3)              | Солом'янський р-н | |                                                                             | 1 особа Шаблон:Bulleted list | 9                                                                | Часткове руйнування адмінбудівлі, загоряння складського приміщення | |  |
| 87 | Шаблон:Dts 22:57–07:00 (UTC+3)              | Шевченкіський р-н, вул. Глибочицька, 13 | Шаблон:Coord | Дрон-камікадзе                                                              | Шаблон:Sdash | 9                                                                | Займання балконів на трьох поверхах житлової 10-поверхівки у ЖК «Львівський квартал» | |  |
| 88 | Шаблон:Dts 22:57–07:00 (UTC+3)              | Шевченкіський р-н, вул. Ю. Іллєнка, 1 | Шаблон:Coord | Дрон-камікадзе                                                              | Шаблон:Sdash | 9                                                                | Пошкоджено наземний вестибюль станції метро «Лук'янівська» | |  |
| 89 | Шаблон:Dts ~02:00 (UTC+3)                   | Дарницький р-н, вул. Є. Чавдар, 1 | Шаблон:Coord | Дрон-камікадзе                                                              | Шаблон:Sdash | 5                                                                | Пошкоджена житлова 25-поверхівка | Шаблон:CSS image crop                                                                               |  |
| 90 | Шаблон:Dts 22:47 – Шаблон:Dts 03:18 (UTC+3) | Голосіївський р-н, вул. С. Павличко | Шаблон:Coord | Дрон-камікадзе                                                              | Шаблон:Sdash | 159                                                              | Пошкодження скління вікон житлових будинків 87-2, ММ-640 та ЖК «Республіка» | |  |
| 91 | Шаблон:Dts ~04:40 (UTC+3)                   | Святошинський р-н, вул. В. Кучера, 2-А | Шаблон:Coord | Крилата ракета 9М728 «Іскандер-К»                                           | 28 осіб (з них 5 дітей) Шаблон:Bulleted list | 159                                                              | Зруйновано секцію житлового будинку 1-464А-53 | Шаблон:Photomontage                                                                                 |  |
| 92 | Шаблон:Dts 22:47 – Шаблон:Dts 03:18 (UTC+3) | Святошинський р-н, вул. Симиренка, 25-А | Шаблон:Coord | Дрон-камікадзе                                                              | Шаблон:Sdash | 159                                                              | Займання автомобілів, пошкодження житлового будинку КС | |  |
| 93 | Шаблон:Dts 22:47 – Шаблон:Dts 03:18 (UTC+3) | Солом'янський р-н, вул. М. Василенка, 7 | Шаблон:Coord | Дрон-камікадзе                                                              | Шаблон:Sdash | 159                                                              | Пошкоджено БЦ «Геліос» | |  |
| 94 | Шаблон:Dts 22:47 – Шаблон:Dts 03:18 (UTC+3) | Солом'янський р-н, просп. Відрадний,28-Б | Шаблон:Coord | Дрон-камікадзе                                                              | Щонайменше 3 з 4 осіб Шаблон:Bulleted list Чоловік із невідомої локації помер в лікарні | 159                                                              | Частково зруйновано дах та квартири на верхньому поверсі житлового будинку 1-438-3 | |  |
| 95 | Шаблон:Dts 04:29–05:06 (UTC+3)              | Солом'янський р-н, вул. Залісна, 1/вул. Академіка Шалімова, 74 | Шаблон:Coord | Ракета                                                                      | Щонайменше 3 з 4 осіб Шаблон:Bulleted list Чоловік із невідомої локації помер в лікарні | 159                                                              | Зруйновано садибні житлові будинки | |  |
| 96 | Шаблон:Dts 22:47 – Шаблон:Dts 03:18 (UTC+3) | Солом'янський р-н, вул. Гарматна, 29/вул. Машинобудівна, 31 | Шаблон:Coord | Дрон-камікадзе                                                              | Шаблон:Sdash | 159                                                              | Пошкоджено житловий будинок 1-406 | |  |
| 97 | Шаблон:Dts 22:47 – Шаблон:Dts 03:18 (UTC+3) | Солом'янський р-н, вул. Л. Гузара, 38-А | Шаблон:Coord | Дрон-камікадзе                                                              | Шаблон:Sdash | 159                                                              | Загорання покрівлі житлового будинку 1-406 | Шаблон:CSS image crop                                                                               |  |
| 90 | Шаблон:Dts 22:47 – Шаблон:Dts 03:18 (UTC+3) | Солом'янський р-н, вул. Академіка Стражеска | Шаблон:Coord | Дрон-камікадзе                                                              | Шаблон:Sdash | 159                                                              | Пошкоджено житлові будинки 1-464А, амбулаторію № 8 КНП «ЦПМСД № 1» Солом'янського району, медичний коледж ім. П.І.Гаврося | |  |
| 90 | Шаблон:Dts 22:47 – Шаблон:Dts 03:18 (UTC+3) | Шевченкіський р-н | | Дрон-камікадзе                                                              | Шаблон:Sdash | 159                                                              | Пошкоджено головну мечеть ДУМУ «Умма» та кіностудію Довженка | |  |
| 90 | Шаблон:Dts 22:47 – Шаблон:Dts 03:18 (UTC+3) | Шевченкіський р-н, вул. В. Макуха | | Дрон-камікадзе                                                              | Шаблон:Sdash | 159                                                              | Пошкоджено житловий будинок 1-438-9 | |  |
|    | Усього Шаблон:Small                         | | | Атаки: ракетні та БпЛА                                                      | 38 осіб | 233 осіб                                                         | | |  |

## Жертви та постраждалі
| Шаблон:Diagonal split header | Шаблон:Vertical header | Шаблон:Vertical header | Шаблон:Vertical header | Шаблон:Vertical header | Шаблон:Vertical header | Шаблон:Vertical header |
| ---------------------------- | ---------------------- | ---------------------- | ---------------------- | ---------------------- | ---------------------- | ---------------------- |
| Шевченківський               | 5                      | 14                     | 35                     | 17                     | 14                     | 85                     |
| Солом'янський                | 4                      | 2                      | 5                      | 13                     | 30                     | 54                     |
| Святошинський                | 7                      | –                      | –                      | –                      | 42                     | 49                     |
| Подільський                  | 16                     | –                      | –                      | –                      | 2                      | 18                     |
| Голосіївський                | –                      | 3                      | 3                      | 7                      | 2                      | 15                     |
| Дніпровський                 | –                      | –                      | –                      | 9                      | 1                      | 10                     |
| Дарницький                   | 1                      | 1                      | –                      | –                      | 4                      | 6                      |
| Деснянський                  | –                      | 3                      | 3                      | –                      | –                      | 6                      |
| Оболонський                  | 3                      | –                      | –                      | –                      | 2                      | 5                      |
| Печерський                   | –                      | 1                      | –                      | –                      | 2                      | 3                      |
| Невизначено                  | ~51                    | –                      | –                      | –                      | 5                      | ~56                    |
| Усього                       | ~87                    | 24                     | 46                     | 46                     | 104                    | ~307                   |

## Виноски
Шаблон:Reflist